# Crise migratória venezuelana
A crise migratória venezuelana refere-se à emigração voluntária de milhões de venezuelanos de seu país natal durante a presidência de Hugo Chávez e Nicolás Maduro, devido ao estabelecimento de sua Revolução Bolivariana. De acordo com a Newsweek, a crise "é uma inversão da fortuna em grande escala", onde a "reversão" significa uma comparação com a alta taxa de imigração da Venezuela no século XX. Inicialmente, os venezuelanos de classe alta e estudantes emigraram durante o mandato de Chávez, embora os venezuelanos de classe média e baixa tenham começado a sair quando as condições pioraram no país.
Os venezuelanos foram frequentemente perguntados em pesquisas de opinião se eles desejariam deixar seu país natal. Em dezembro de 2015, mais de 30% dos venezuelanos planejavam deixar permanentemente a Venezuela. Este número quase duplicou meses depois, em setembro de 2016, com 57% dos venezuelanos querendo deixar o país, de acordo com a Datincorp.
Entre os migrantes estão solicitantes de asilo, refugiados e outros emigrantes forçados. Esta migração massiva é comparável em magnitude à crise dos refugiados sírios ou à crise de refugiados do Afeganistão. De acordo com a ACNUR e a OIM, o número de venezuelanos que deixaram o país chegou a 5 milhões em novembro de 2019, tornando-se uma das maiores crises migratórias da história latino-americana.
Em maio de 2021, havia uma quantidade aproximada de 7 milhões de emigrantes venezuelanos no mundo. Isso representa um aumento de 1.468,24% em relação a 2010 e implica que os emigrantes representam cerca de 22% da população total nascida na Venezuela.  Em dezembro de 2021, o porta-voz da ACNUR para a América Latina informou que diariamente "cerca de 1.000 pessoas saem da Venezuela sem intenção de voltar". Em abril de 2021, cerca de 1,7 milhões de migrantes venezuelanos encontravam-se na Colômbia.
A Brookings Institution e David Smolansky, comissário da Organização dos Estados Americanos para a crise de refugiados venezuelanos, estimaram que esta é uma das crises de refugiados com os menores financiamentos internacionais na história moderna.
A Plataforma Regional de Coordenação Interagencial para Refugiados e Migrantes, conhecida como R4V, tem monitorado de perto o crescente fluxo de emigração da Venezuela. Os dados recentes mostram tendências alarmantes que refletem a gravidade da crise na nação caribenha. Segundo atualizações da R4V, aproximadamente 7,71 milhões de pessoas emigraram da Venezuela nos últimos anos, coincidindo com a ascensão ao poder de Nicolás Maduro e a consolidação do chavismo. De maio a agosto deste ano, 390.000 venezuelanos deixaram o país, impulsionados pelo desespero diante das difíceis condições de vida, caracterizadas por baixos salários, inflação galopante, falta de serviços públicos e repressão política. Apesar das próximas eleições presidenciais, a esperança é escassa entre os venezuelanos. Muitos temem que, através de manipulações e fraudes, Maduro possa ser "reeleito" e manter-se no poder por mais seis anos, apesar da sua impopularidade. Neste cenário, a emigração pode continuar sendo uma constante no futuro próximo da Venezuela.

## História
Durante o século XX, "a Venezuela era um refúgio para imigrantes fugindo da repressão e intolerância do Velho Mundo", segundo a Newsweek. A emigração começou em ritmos baixos em 1983 após o colapso dos preços do petróleo, embora as taxas elevadas de emigração, especialmente a fuga de profissionais, tenham crescido significativamente após a Revolução Bolivariana liderada pelo presidente venezuelano Hugo Chávez. Anitza Freitez, diretora do Instituto de Pesquisa Econômica e Social da Universidade Católica Andrés Bello, disse que a emigração se tornou mais proeminente durante a presidência de Chávez, atribuindo "perspectivas de desenvolvimento individual e segurança individual" como as principais razões.

### Emigração inicial

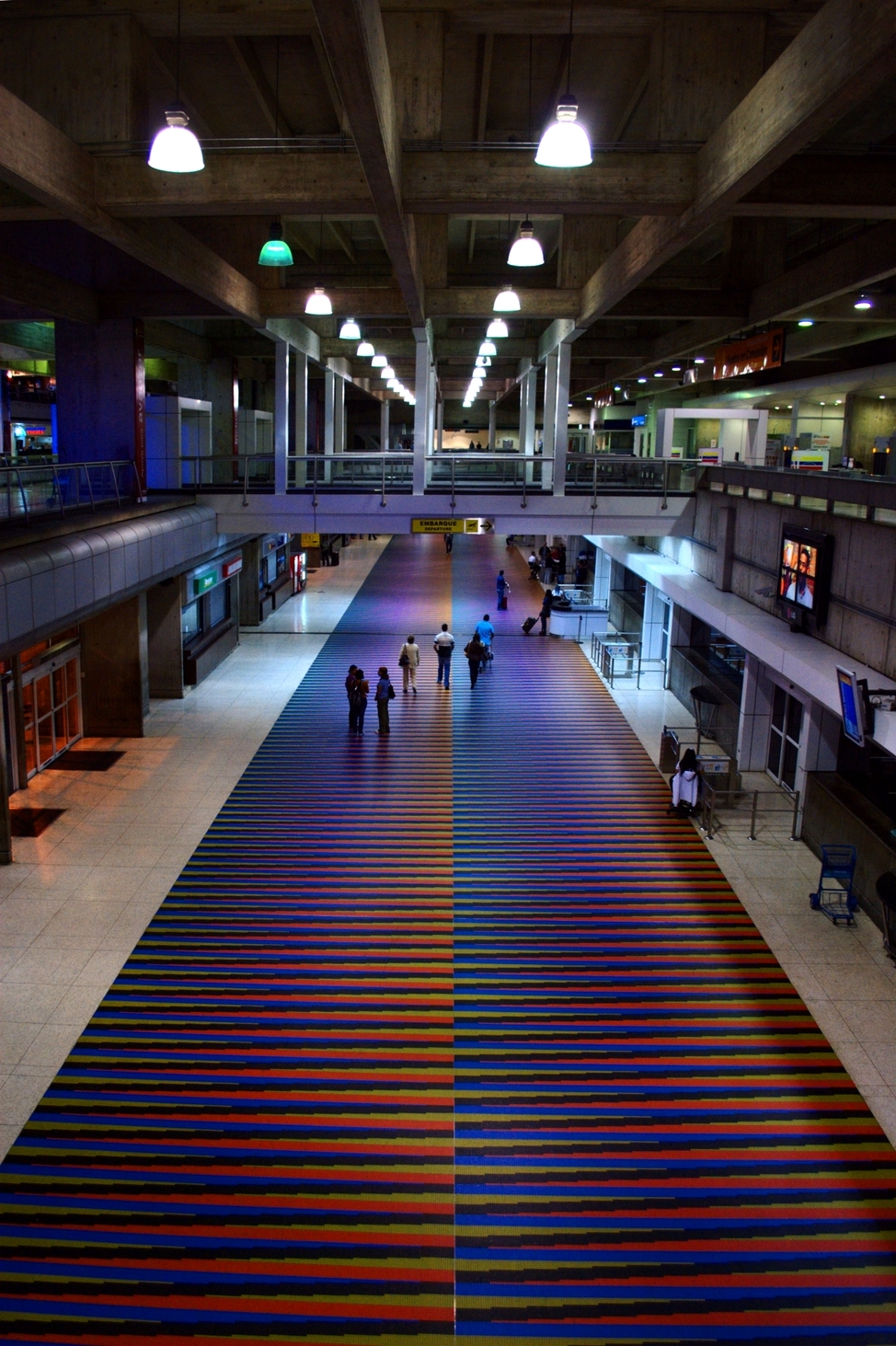
Emigrantes venezuelanos frequentemente tiram selfies dos seus pés sobre os ladrilhos projetados por Carlos Cruz-Diez no Aeroporto Internacional de Maiquetía. O governo bolivariano instalou uma réplica dos ladrilhos no aeroporto, que foi visto como uma zombaria aos emigrantes.

Em 1998, quando Chávez foi eleito pela primeira vez, o número de venezuelanos que receberam asilo nos Estados Unidos aumentou entre 1998 e 1999. A promessa de Chávez de destinar mais fundos aos pobres gerou preocupação entre venezuelanos ricos e de classe média, desencadeando a primeira onda de emigrantes fugindo do governo bolivariano. Ondas adicionais de emigração ocorreram após a tentativa de golpe de estado na Venezuela em 2002 e após a reeleição de Chávez em 2006. Em 2009, estimava-se que mais de um milhão de venezuelanos haviam emigrado nos dez anos de presidência de Hugo Chávez. De acordo com a Universidade Central da Venezuela (UCV), estima-se que 1,5 milhão de venezuelanos (quatro a seis por cento da população total do país) emigraram entre 1999 e 2014.

### Crise na Venezuela

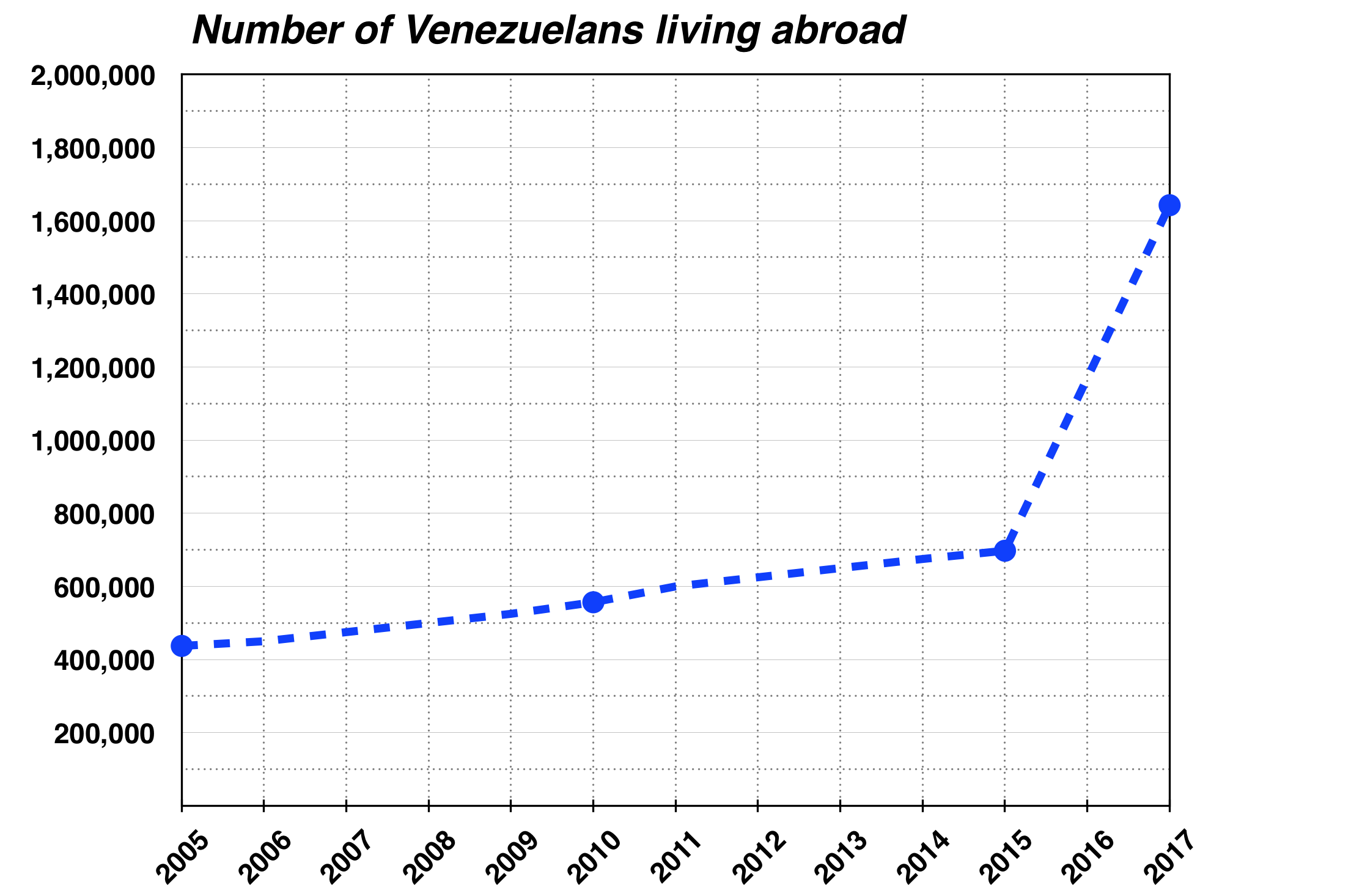
Fonte: Organização Internacional para as Migrações

Acadêmicos e líderes empresariais afirmam que a emigração da Venezuela aumentou significativamente nos últimos anos da presidência de Chávez e durante a presidência de Nicolás Maduro. A emigração aumentou dramaticamente durante a crise econômica e passou a incluir venezuelanos de baixa renda, as pessoas a quem Chávez havia prometido ajudar e que estavam passando fome no país. Homens venezuelanos inicialmente deixavam suas esposas, filhos e parentes idosos enquanto fugiam do país para buscar empregos e enviar dinheiro de volta para casa. Mais tarde, mães e filhos deixaram a Venezuela para encontrar com suas famílias, pois se sentiam exasperadas com a crise, já que as remessas não podiam sustentar suas necessidades diárias.

#### Eleição de Maduro e protestos de 2014
Após a eleição de Maduro em 2013 e quando protestos se intensificaram em 2014, a taxa de emigração da Venezuela aumentou. A Associated Press relatou que a classe média venezuelana começou a emigrar nesse período na medida em que a crise se intensificava com mais escassez, inflação e agitação social.
Entre 2012 e 2015, o número de venezuelanos que emigraram aumentou em 2.889 por cento. Em 2015, a PGA Group estimou que um total de cerca de 1,8 milhão de venezuelanos haviam emigrado. No ano seguinte, estima-se que mais de 150.000 venezuelanos emigraram; acadêmicos estudando a diáspora, a qual o The New York Times referiu como um "êxodo", teriam dito que este foi "o maior [número] em mais de uma década".

#### Crise constitucional de 2017 e eleições da Assembleia Constituinte
Durante a crise constitucional da Venezuela em 2017, a Colômbia preparou-se para um aumento no número de refugiados venezuelanos. Segundo o governo colombiano, mais de 100 mil venezuelanos emigraram para a Colômbia na primeira metade de 2017. Na preparação para as eleições da Assembleia Constituinte da Venezuela em 2017, a Colômbia concedeu uma Permissão Especial de Residência Permanente para cidadãos venezuelanos que entraram no país antes de 25 de julho; mais de 22.000 venezuelanos solicitaram residência permanente na Colômbia nas primeiras 24 horas do programa. O Alto Comissariado das Nações Unidas para Refugiados descobriu que países anfitriões em toda a América Latina registraram mais de um milhão de venezuelanos se estabelecendo entre 2014 e 2017. A organização intergovernamental Organização Internacional para as Migrações (OIM) apresentou números similares, com cerca de um milhão de venezuelanos emigrando entre 2015 e 2017 em seus dados; outras estatísticas indicaram que os números da OIM podem ter sido conservadores.

#### Reeleição de Maduro em 2018
Após a controversa reeleição do Presidente Maduro, em maio de 2018, a emigração continuou; os venezuelanos acreditavam que as políticas de Maduro não mudariam e as condições no país continuariam a se deteriorar. Em setembro de 2018, o representante regional do Alto Comissariado das Nações Unidas para Refugiados comparou oficialmente a crise com a de migrantes e refugiados causada pela Guerra Civil Síria. O ACNUR e a OIM divulgaram dados em novembro de 2018 mostrando que o número de refugiados fugindo da Venezuela desde o início da revolução bolivariana ,em 1999, havia aumentado para 3 milhões, cerca de 10% da população do país.

#### Crise presidencial
Em 2019, o presidente da Assembleia Nacional Venezuelana Juan Guaidó declarou-se presidente interino da Venezuela, iniciando uma crise presidencial. Em 30 de abril de 2019, Guaidó tentou liderar um levante militar para remover Maduro do poder, mas o plano acabou falhando. A emigração aumentou novamente, uma vez que os venezuelanos não tinham expectativas de ver mudanças significativas e devido aos erros da oposição. À medida em que as perspectivas de mudança política diminuíam na Venezuela, uma pesquisa de julho de 2019 pela Consultares 21 estimou que entre 4,7 e 6 milhões de venezuelanos haviam deixado o país. Neste ponto, a crise de refugiados venezuelanos foi considerada a segunda pior do mundo, atrás da Guerra Civil Síria. No final de 2019, Maduro estava firmemente estabelecido no poder e a oposição a ele desencorajou-se, resultando na saída de críticos do país.

## Causas
Pais dirão: "Prefiro me despedir do meu filho no aeroporto do que no cemitério".

—Tomás Páez, Universidade Central da Venezuela
El Universal relatou que, de acordo com o estudo da UCV Comunidade Venezuelana no Exterior: Um Novo Método de Exílio, por Tomás Páez, Mercedes Vivas e Juan Rafael Pulido, a diáspora bolivariana foi causada pelo "deterioração tanto da economia quanto do tecido social, crime desenfreado, incerteza e falta de esperança por uma mudança de liderança no futuro próximo". The Wall Street Journal afirmou que muitos venezuelanos "de colarinho branco" fugiram dos altos índices de criminalidade do país, inflação crescente e expansão dos controles estatistas". Estudos sobre cidadãos atuais e antigos da Venezuela indicaram que as razões para deixar o país incluíam falta de liberdade, altos níveis de insegurança e falta de oportunidades. O diretor da Link Consultants, Óscar Hernández, disse que as causas da emigração incluem questões econômicas, embora a insegurança e as incertezas legais sejam as principais razões.

### Crime e insegurança

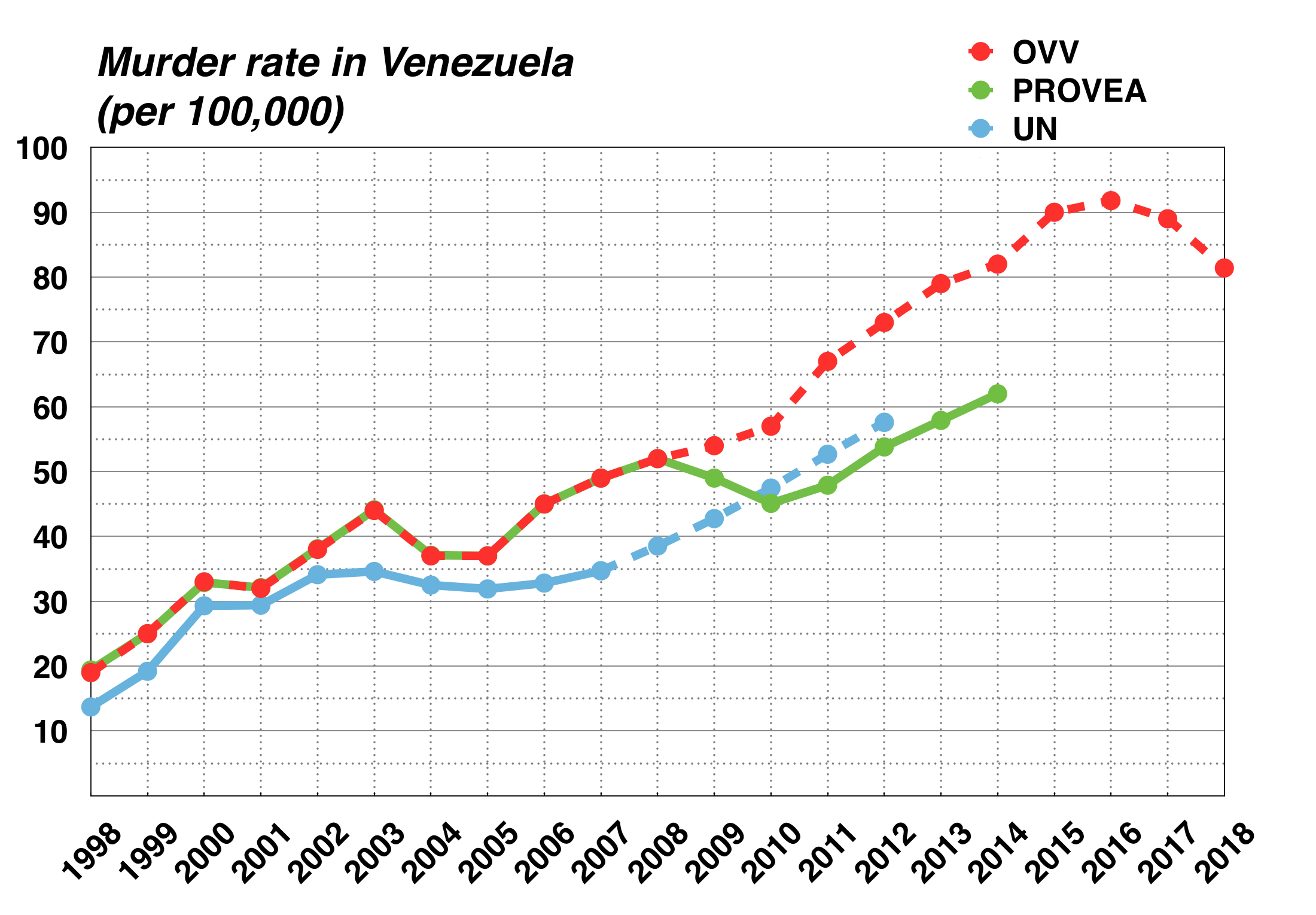
Taxa de homicídios de 1998 a 2018. Fontes: OVV, PROVEA, ONU * A linha pontilhada da ONU é projetada a partir de dados ausentes

A taxa de criminalidade da Venezuela é uma causa significativa de emigração. Segundo o sociólogo Tomás Páez, pais e avós venezuelanos encorajam os jovens a deixar o país por sua própria segurança.
A Venezuela deteriorou-se sob Hugo Chávez, com aumento da instabilidade política e da violência. De acordo com Gareth A. Jones e Dennis Rodgers, em seu livro Violência juvenil na América Latina: Gangues e justiça juvenil em perspectiva, a mudança de regime que veio com a presidência de Chávez causou conflito político, que foi "marcado por um novo aumento no número e na taxa de mortes violentas". Roberto Briceño-León concorda, escrevendo que a Revolução Bolivariana tentou "destruir o que existia anteriormente, o status quo da sociedade", com o aumento da instabilidade como resultado; ele também acredita que o governo agravou esses problemas sociais ao atribuir violência e crime à pobreza e à desigualdade e ao se gabar sobre sua redução à medida que a taxa de homicídios na Venezuela aumentava. O aumento na taxa de homicídios após a presidência de Chávez foi atribuído por especialistas à corrupção das autoridades venezuelanas, ao fraco controle de armas e a um sistema judiciário deficiente. A taxa de homicídios aumentou de 25 por 100.000 em 1999 (quando Chávez foi eleito) para 82 por 100.000 em 2014.
Em 2018, estimava-se que havia 81,4 mortes por 100.000 pessoas, tornando esta a taxa mais alta da América Latina. De acordo com os padrões da OMS, isso torna a violência uma epidemia em 88% dos municípios. Há também estimativas que afirmam que a Venezuela possui as maiores taxas de sequestro na região e que os sequestros aumentaram mais de vinte vezes desde o início da presidência de Chávez até 2011. Também houve um aumento nas execuções extrajudiciais nas quais a força governamental chamada Forças de Ação Especial (FAES) realizou execuções sob o pretexto de operações de segurança. Mais de 7.500 das 23.000 mortes violentas relatadas em 2018 foram causadas por resistência à autoridade. Entre janeiro e maio de 2019, foram relatadas 2.100 dessas mortes.
A taxa de homicídios na Venezuela também diminuiu significativamente entre 2017 e 2020. Em 2018, a taxa de homicídios da Venezuela, descrita como a mais alta do mundo, começou a diminuir para 81,4 por 100.000 pessoas, de acordo com o Observatório da Violência Venezuelano (OVV). A organização declarou que esta tendência decrescente se deveu aos milhões de venezuelanos que emigraram do país naquela época. A taxa de homicídios caiu ainda mais, para 60,3 em 2019.

### Economia

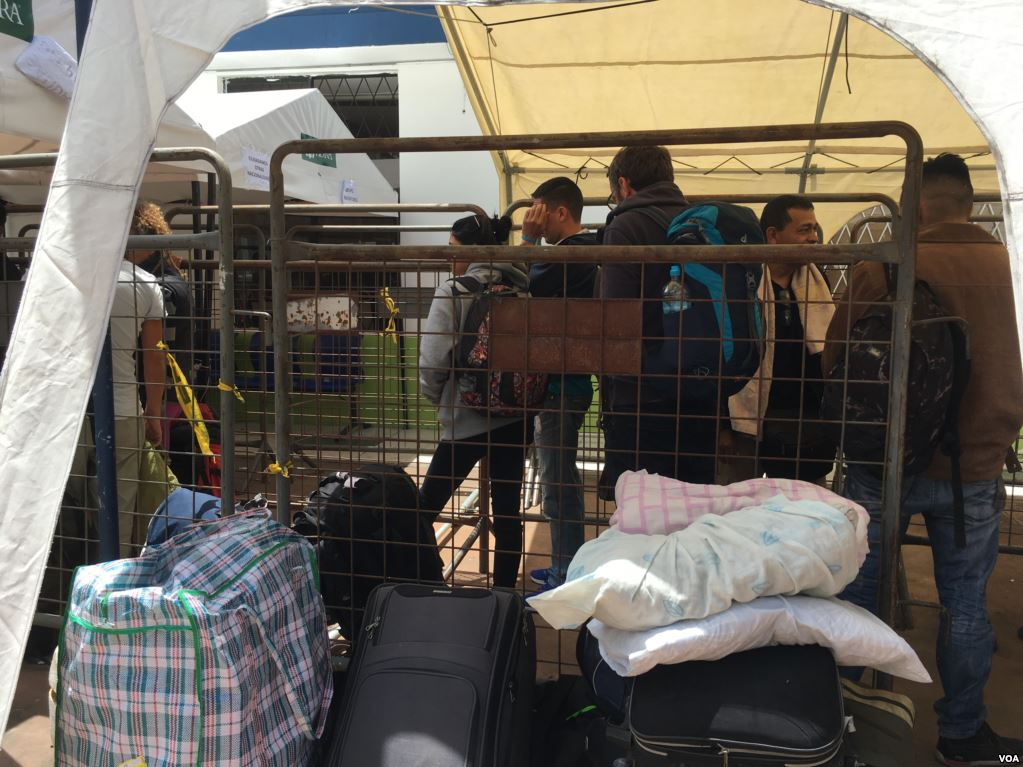
Imigrantes venezuelanos sendo processados no Equador em preparação para fazer a longa viagem ao norte para Cidade de Nova York, em 2022

Um grande fator para a emigração em massa da Venezuela continua a ser a deterioração econômica do país. A crise econômica venezuelana, conhecida como uma das mais graves da história econômica recente, foi em grande parte impulsionada pela queda dos preços internacionais do petróleo em 2014. A resposta inadequada do governo levou à exacerbação da crise e à subsequente recessão em 2017, que é uma das piores recessões da história recente do hemisfério ocidental.
Muitos empresários emigraram para países com economias em crescimento desde a Revolução Bolivariana. A crise econômica vivida na Venezuela é pior do que os eventos após a dissolução da União Soviética. Desde que Hugo Chávez impôs controles de câmbio rigorosos em 2003 na tentativa de prevenir a fuga de capitais, uma série de desvalorizações cambiais perturbou a economia venezuelana. Controles de preços e outras políticas governamentais causaram graves escassez na Venezuela. Como resultado das escassez, os venezuelanos precisam procurar comida (ocasionalmente comendo frutas selvagens ou lixo), esperar horas em filas e viver sem alguns produtos.
De acordo com uma análise da Gallup de 2018, "[d]ecisões governamentais levaram a uma crise em efeito dominó que continua a piorar, deixando os residentes incapazes de pagar necessidades básicas, como alimentação e moradia", com os venezuelanos "acredit[ando] que podem encontrar vidas melhores em outros lugares".
Atualmente, a economia da Venezuela continua a experimentar estagflação, desvalorização, uma crise habitacional, aumento exacerbado da dívida externa e reduções de mais de 35% no PIB. De acordo com o Fundo Monetário Internacional (FMI), a economia venezuelana contraiu 45% entre 2013 e 2018. A taxa de inflação da Venezuela ultrapassou 100% em 2015, a maior taxa de inflação do mundo e a mais alta na história do país. No final de 2018, essa taxa aumentaria para 1,35 milhão por cento. Além disso, espera-se que o PIB diminua em mais 25% até o final de 2019.

### Saúde e acesso à saúde
A situação econômica e política na Venezuela levou a níveis crescentes de pobreza e escassez de recursos, incluindo alimentos e medicamentos, afetando grandemente a saúde e o bem-estar dos venezuelanos. Em 2018, estimava-se que cerca de 90% da população vivia em condições de pobreza. Em relação à saúde nutricional, em 2017 os venezuelanos perderam em média 11 quilogramas de peso corporal e 60% da população relatou que não tinha recursos suficientes para acessar alimentos. Os venezuelanos que permanecem no país têm pouco acesso a alimentos; em 2018, o Ministério da Alimentação informou que 84% dos itens que fazem parte da cesta básica não estavam disponíveis nos supermercados. A produção de alimentos também diminuiu 60% entre 2014 e 2018; o setor agrícola foi enfraquecido tanto pelas administrações de Chávez quanto de Maduro, e as importações de alimentos diminuíram 70% entre 2014 e 2016.
Além disso, a fragmentação geral do estado levou à redução da prestação de serviços de saúde e a um setor de saúde em deterioração. Esse ambiente empobrecido com recursos escassos foi o terreno fértil para o surgimento de doenças como sarampo, difteria, tuberculose e malária. As importações de medicamentos diminuíram 70% entre os anos 2012 e 2016, apenas 15 das 56 empresas farmacêuticas ainda funcionam, e mais de 150 farmácias fecharam desde 2016. No final de 2018, 85% dos medicamentos essenciais foram declarados escassos e, segundo a ONU, 300.000 indivíduos estão em risco porque não têm acesso a medicamentos essenciais há mais de um ano. O governo parou de publicar dados sobre indicadores de saúde nacional em 2015, mas acredita-se que a situação seja crítica.

### Repressão política

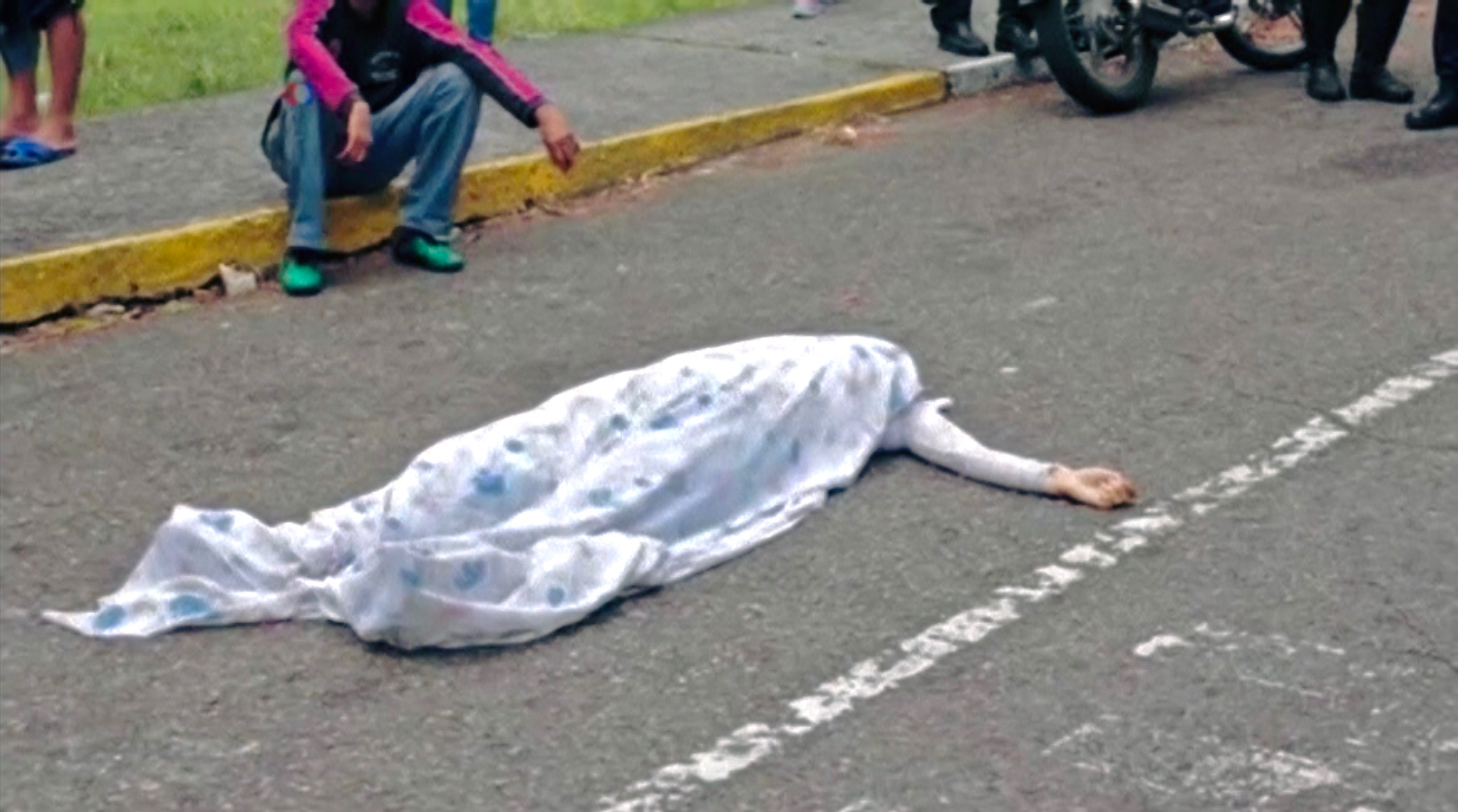
Corpo de uma manifestante, morta por colectivos na Mãe de Todas as Marchas durante os protestos venezuelanos de 2017

De acordo com Comunidade Venezuelana no Exterior: Um Novo Método de Exílio, o governo bolivariano "preferiria instigar aqueles que discordam da revolução a partir, em vez de parar para pensar profundamente sobre os danos que esta diáspora acarreta para o país". A revista Newsweek relatou que Chávez "pressionou fortemente contra qualquer um" que não fosse parte de seu movimento, resultando em uma grande diáspora de profissionais de ciência, negócios e mídia saindo da Venezuela.
Até 9.000 exilados venezuelanos viviam nos Estados Unidos em 2014, com o número de exilados também aumentando na União Europeia. O Centro da Flórida para Sobreviventes de Tortura relatou em 2015 que a maioria daqueles a quem assistiram desde o ano anterior eram migrantes venezuelanos. A organização fornecia psiquiatras, assistentes sociais, intérpretes, advogados e médicos para dezenas de indivíduos e suas famílias.

## Efeitos

### Dentro da Venezuela

#### Educação

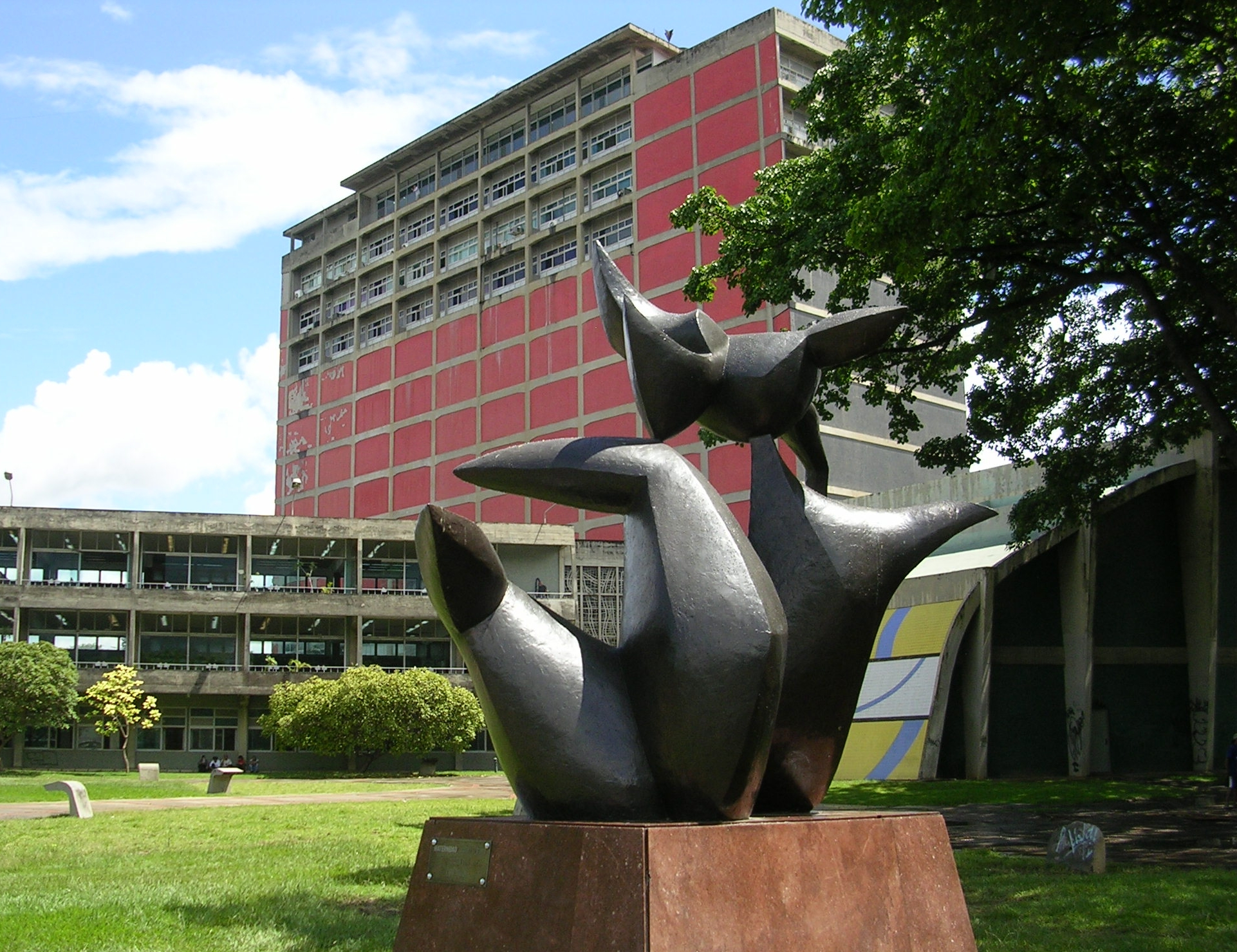
Universidade Central da Venezuela, a universidade mais proeminente do país, viu uma grande porcentagem de seus educadores deixar o país

Uma grande quantidade daqueles que emigram na Venezuela são profissionais instruídos. Segundo Iván de la Vega da Universidade Simón Bolívar, entre 60% e 80% dos estudantes do país pretendiam emigrar. Em 2014, vários informes mostravam que um grande número de profissionais da educação fugia de cargos educacionais na Venezuela. Segundo a Associação de Professores da Universidade Central da Venezuela, esta instituição perdeu mais de 700 membros do corpo docente entre 2011 e 2015, de um total de 4.000 que a compunham. Cerca de 240 professores também haviam abandonado a Universidade Simón Bolívar antes de 2014, com 430 professores adicionais que partiram entre 2015 e 2018.
Segundo El Nacional, a fuga de profissionais da educação resultou numa escassez de professores na Venezuela; o diretor do Centro de Pesquisa e Educação Cultural, Mariano Herrera, estimou que havia uma falta de cerca de 40% de docentes para as aulas de matemática e ciências.
Em um estudo intitulado Comunidade venezuelana no exterior. Um novo método de exílio, de Thomas Páez, Mercedes Vivas e Juan Rafael Pulido da Universidade Central da Venezuela, dos mais de 1,5 milhões de venezuelanos que deixaram o país após a revolução bolivariana, mais de 90% dos que partiram eram graduados, 40% possuíam mestrado e 12% doutorados.

#### Indústria
Um estudo do Sistema Econômico da América Latina informou que a emigração de trabalhadores altamente qualificados de 25 anos ou mais da Venezuela para os países da OCDE aumentou 216% entre 1990 e 2007.

##### Petróleos de Venezuela, S.A. (PDVSA)
As estimativas mostram que 75% dos aproximadamente 20 mil trabalhadores da PDVSA que deixaram a empresa emigraram para outros países para trabalhar. Ex-engenheiros petrolíferos começaram a trabalhar em plataformas de petróleo no Mar do Norte e nas areias betuminosas do oeste do Canadá, com venezuelanos em Alberta aumentando de 465 em 2001 para 3.860 em 2011. Ex-trabalhadores da PDVSA também ajudaram a indústria petrolífera da Colômbia.
Segundo El Universal, «milhares de engenheiros e técnicos de petróleo, somando centenas de milhares de horas de trabalho em capacitação e experiência na indústria petrolífera, o que é muito mais significativo do que os diplomas acadêmicos de membros individuais» da elite da PDVSA agora está trabalhando no exterior. Após o êxodo dos profissionais da PDVSA, a produção de petróleo venezuelano caiu drasticamente.

### Mídia e artes
Muitos atores, produtores, apresentadores de televisão, repórteres e jornalistas partiram para outros países, como Colômbia, Flórida e Espanha, após o fechamento de meios de comunicação pelo governo venezuelano ou sua compra por simpatizantes do governo. Os músicos emigraram para lugares que são receptivos ao seu estilo musical.

### Saúde

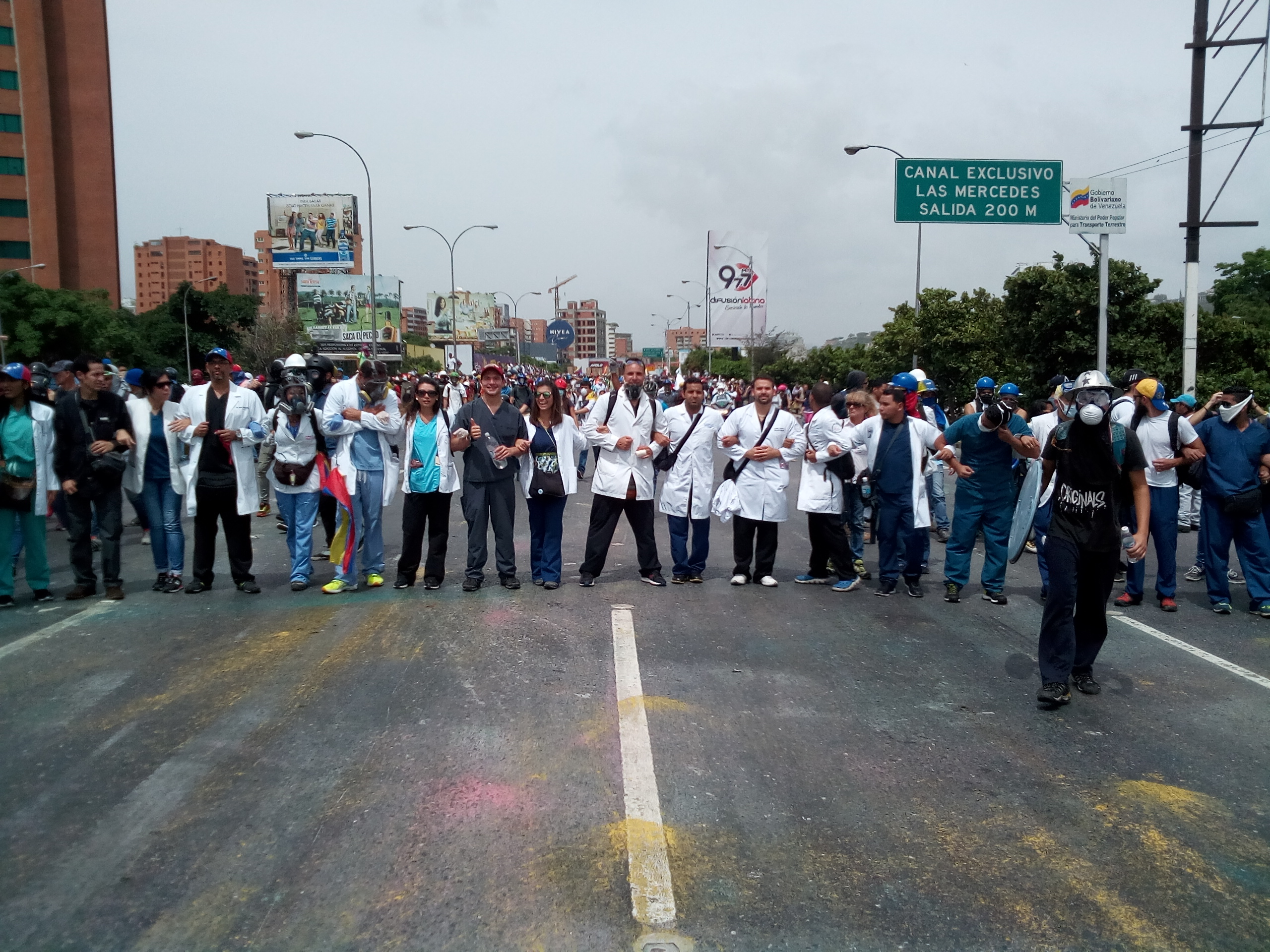
Médicos venezuelanos protestando em Caracas 2017

Os médicos e o pessoal médico, particularmente aqueles em instalações privadas, emigraram devido a salários baixos e falta de reconhecimento após a oposição do governo venezuelano aos programas tradicionais de 6 anos. O governo bolivariano apoia, em seu lugar, a formação de "médicos comunitários" em Cuba. Informa-se que o governo restringiu o acesso a instalações e financiamento para a formação de médicos, o que levou ao fechamento de programas médicos em todo o país.
O presidente da Federação Médica da Venezuela, Douglas León Natera, declarou em abril de 2015 que mais de 13.000 médicos (mais de 50% do total do país) haviam emigrado. Segundo Natera, a escassez resultante de médicos afetou tanto hospitais públicos quanto privados. Em março de 2018 (depois que 22.000 médicos fugiram da Venezuela), o salário de muitos médicos era inferior a 10 dólares por mês.
Em países latino-americanos, as credenciais médicas dos médicos venezuelanos são geralmente aceitas. No entanto, as oportunidades para os venezuelanos nos Estados Unidos são limitadas, e os médicos frequentemente se tornam assistentes médicos ou trabalham em áreas não médicas.

### Fora da Venezuela

#### Tragédia de Brownsville
Em abril de 2023, um acidente de trânsito em Brownsville, Texas, onde uma caminhonete atropelou 18 migrantes venezuelanos – que aguardavam um transporte – resultou em sete mortes no local e duas no hospital. Todos os falecidos foram identificados como venezuelanos. De acordo com um relatório da CNN no local, o condutor do veículo trafegava em alta velocidade e ultrapassou um sinal vermelho. O condutor é um homem mexicano com longo histórico criminal e que passou anos na prisão. O tenente Martín Sandoval, da polícia de Brownsville, informou que inicialmente sete pessoas haviam morrido no incidente, todas de nacionalidade venezuelana.
O padre José Palmar organizou uma missa em memória dos falecidos na parada do ônibus. Local onde o padre Palmar foi detido em 2018 ao tentar cruzar para os EUA.

#### Tragédia de Güiria
Na fronteira marítima entre a Venezuela e Trinidad e Tobago, naufragou um dos chamados "balsistas venezuelanos" que fugiam da Crise econômica na Venezuela; pelo menos 32 dos 33 venezuelanos que morreram afogados foram identificados, enquanto retornavam de Trinidad e Tobago, após terem sido rejeitados e devolvidos ao mar aberto em 13 de dezembro de 2020, no Estado Sucre – dentre os quais, quatro eram menores de idade.
O presidente interino e presidente da Assembleia Nacional, Juan Guaidó, decretou três dias de luto nacional. Em abril de 2021, outra lancha com 29 pessoas naufragou em uma viagem para Trinidad e Tobago; 12 pessoas foram resgatadas, 10 faleceram (sendo 2 sem identificação) e 7 foram declaradas como desaparecidas. Em 5 de fevereiro de 2022, a guarda costeira de Trinidad e Tobago disparou contra uma embarcação de imigrantes venezuelanos ao tentar detê-la, matando um bebê de nove meses e ferindo sua mãe. A guarda costeira alegou que os disparos foram efetuados "em legítima defesa". Guaidó declarou que "os disparos realizados pela Guarda Costeira de Trinidad e Tobago não têm justificativa, o mataram", exigindo justiça.

#### Tragédia em Ciudad Juárez, México
Em 27 de março de 2023, ocorreu um incêndio em um centro de detenção migratória em Ciudad Juárez, México, onde morreram 38 migrantes, dos quais 7 eram venezuelanos. Além disso, outros cinco venezuelanos foram afetados pelo incêndio, a maioria por inalação de fumaça.

#### Abusos sexuais

##### Passo do Darién
Organizações como os Médicos Sem Fronteiras (MSF) documentaram e denunciaram a escalada da violência sexual, especialmente contra as mulheres, nesta região. A organização relatou que, nos primeiros sete meses de 2023, atendeu a mais vítimas de violência sexual do que em todo o ano de 2022. Apesar dos riscos evidentes, a migração massiva não mostra sinais de diminuir, pois as pessoas fogem de seus países por diversas razões, desde a busca de melhores oportunidades econômicas até o escape de situações de violência e perseguição.
Em abril de 2021, as autoridades panamenhas iniciaram uma investigação sobre a violação de dois menores migrantes, de 12 e 16 anos, enquanto atravessavam a perigosa selva do Darién, uma fronteira natural que separa a Colômbia do Panamá. Uma fonte oficial revelou à Efe que a Procuradoria Geral da Nação no Panamá estava ciente da denúncia apresentada pela Defensoria do Povo do Panamá e que estava em processo de investigação pela promotoria da província fronteiriça do Darién.
Gary Casama foi condenado a 44 anos de prisão após ser considerado culpado de roubo agravado, estupro agravado em qualidade de cúmplice primário e posse ilícita de arma de fogo. Por sua vez, Marco César Chango Berrugate e Cristo Casama foram condenados a 36 anos de prisão, acusados de roubo agravado e estupro agravado também como cúmplices primários. Os delitos ocorreram em 16 de setembro de 2021, na comunidade de Quebrada Botella, situada na Comarca Emberá Wounaan. Segundo o comunicado do Ministério Público, os acusados, utilizando armas de fogo e facões, intimidaram e roubaram um grupo de migrantes. Durante este incidente, outro indivíduo levou uma jovem de 13 anos e a estuprou, enquanto os três agora condenados ameaçavam o restante dos migrantes.

##### Trinidad e Tobago
As migrantes venezuelanas em Trinidad e Tobago enfrentam exploração sexual em bordéis. Muitas chegam atraídas por ofertas de trabalho, mas acabam endividadas com proxenetas que lhes cobram a travessia e moradia. Em bordéis, aguardam clientes em condições precárias. Os serviços variam entre 30 e 300 dólares, mas elas recebem apenas uma fração. Algumas aspiram a quitar suas dívidas e retornar à Venezuela.
A problemática da exploração sexual de migrantes venezuelanas em Trinidad e Tobago agravou-se no contexto da crise econômica e social que atravessa a Venezuela. Segundo reportagem da AFP, muitas dessas mulheres são atraídas para Trinidad e Tobago com ofertas de emprego "normais", mas acabam presas em redes de prostituição. Em bordéis em condições precárias, aguardam clientes enquanto são vigiadas de perto por proxenetas. Os serviços sexuais custam entre 30 e 60 dólares por meia hora, e o dobro por uma hora, embora as trabalhadoras sexuais recebam apenas uma fração desse valor.
Em alguns estabelecimentos, as jovens, com idades entre 20 e 30 anos, desfilam por uma passarela, enquanto em outros, a luz tênue e a música alta criam um ambiente sombrio. As mulheres estão endividadas com os proxenetas pelos custos de sua viagem e moradia, não tendo permissão para sair do bordel até quitarem sua dívida. Ao final do dia, dormem em dormitórios dentro dos próprios bordéis ou em casas fornecidas pelos proxenetas, sem permissão para circular livremente.
Um caso destacado é o de María, uma jovem de 25 anos e mãe de uma criança pequena, que, incapaz de se manter na Venezuela, decidiu viajar para Trinidad com a esperança de encontrar um emprego que lhe permitisse retornar com dinheiro para abrir um negócio. No entanto, agora encontra-se presa na prostituição, com uma dívida inicial de 500 dólares pela viagem, que espera poder quitar em um ou dois meses.
Denise Pitcher, diretora do Caribbean Center for Human Rights, alerta sobre a alta incidência de tráfico de pessoas e exploração sexual, com pelo menos 21.000 vítimas entre 2015 e 2020, segundo um relatório da ONG Connectas. Esse relatório também revela que a indústria da exploração sexual gerou cerca de 2,2 milhões de dólares nos últimos quatro anos. Segundo Pitcher, a corrupção e a passividade da justiça e da polícia geraram um "clima de impunidade" que agrava a situação. Por sua vez, o deputado oposicionista David Lee destaca que os migrantes estão "realmente à mercê da população de Trinidad e Tobago", evidenciando uma problemática que requer atenção urgente e medidas de proteção para as vítimas de exploração sexual e tráfico de pessoas.

##### Peru
No Peru, o trabalho sexual autônomo é legal, mas a presença de máfias e a criminalização impedem que as vítimas tenham acesso à justiça em casos de assédio, agressões ou assassinatos. Durante o ano, foram reportados onze assassinatos de trabalhadoras sexuais e cinco de trabalhadoras sexuais trans. Recentemente, trabalhadoras sexuais se manifestaram vestidas de vermelho e com cartazes, protestando contra as máfias que as extorquem e contra a atuação da polícia.
A maioria das afetadas são migrantes venezuelanas, captadas por organizações criminosas que as extorquem. Segundo Ricardo Valdés, diretor da Capital Humano y Social Alternativo (CHS), desde o início da migração venezuelana em 2019, registrou-se um crescimento de mais de 500% no tráfico de pessoas, atividade que, segundo especialistas locais, movimenta mais de 1.300 milhões de dólares anuais, superando o narcotráfico e o desmatamento ilegal. A organização criminosa venezuelana El Tren de Aragua está por trás de grande parte da exploração sexual no país.
Jorge Revoredo, chefe da Polícia de Homicídios, informou sobre a entrada massiva de mulheres venezuelanas captadas criminalmente em seu país. Em operações recentes, a polícia interveio em uma discoteca, prendendo 101 pessoas, na maioria venezuelanas, e em outra incursão, resgatou 13 jovens estrangeiras, algumas menores de idade, forçadas a se prostituírem em condições insalubres. Esses incidentes refletem a grave problemática da exploração sexual no Peru, onde, apesar da legalidade do trabalho sexual autônomo, a atuação de máfias e a falta de proteção estatal deixam as trabalhadoras sexuais em situação de alta vulnerabilidade e sem acesso à justiça.
Em 2023, a Polícia do Peru realizou uma operação em Lima, desmantelando uma rede de tráfico de pessoas e resgatando 26 mulheres, na maioria venezuelanas. As vítimas, com idades entre 15 e 25 anos, eram exploradas sexualmente nos distritos de Los Olivos e San Martín de Porres. O general Carlos Malaver, chefe da Direção contra o Tráfico de Pessoas e Trânsito Ilícito de Migrantes, confirmou a detenção de John Villena Torres, de 25 anos, com antecedentes criminais, que agora enfrenta uma pena de 15 anos de prisão.
A operação foi realizada em albergues onde as vítimas eram levadas para exercer a prostituição, após serem captadas com ofertas de emprego falsas. Segundo Malaver, as mulheres eram ameaçadas para serem obrigadas a se prostituírem, realizando essa atividade na via pública para depois serem levadas para os albergues. Durante a operação, foram apreendidos dinheiro, um telefone celular e um caderno com anotações das receitas das menores em um hotel.
Durante 2023, foram desmanteladas 22 quadrilhas de tráfico de pessoas, resultando no resgate de 1.068 mulheres e na detenção de 102 pessoas, das quais 60% estão em prisão. Este caso reflete uma problemática mais ampla na região, onde o tráfico de pessoas aumentou no contexto da migração venezuelana para outros países da América Latina.

##### Colômbia
As mulheres venezuelanas que cruzam a fronteira para a Colômbia enfrentam um "alto risco" de serem capturadas e exploradas por redes de prostituição e tráfico de pessoas, segundo a ONG FundaRedes. A organização indicou que as quadrilhas criminosas operam na zona fronteiriça, enganando e forçando as mulheres à prostituição, aproveitando-se da falta de documentos e do uso de passagens não oficiais.
Magaly Castañeda, da Fundação Frida Kahlo, apontou um aumento significativo na prostituição forçada entre as mulheres venezuelanas nesta região. Em 2022, 1.390 venezuelanas foram resgatadas dessas redes, demonstrando um incremento nesses casos e nas detenções relacionadas. A FundaRedes criticou a implementação de planos nacionais contra o tráfico, considerando-os frágeis e apontando a participação de funcionários civis e militares nesses crimes.
Na Colômbia, a problemática do trabalho sexual vinculada à migração e refúgio – principalmente de cidadãos venezuelanos – ganhou relevância. Segundo estimativas, duas de cada três pessoas que se dedicam a atividades sexuais pagas na Colômbia são migrantes e refugiados venezuelanos, sendo a maioria mulheres. Um estudo da organização Aid for Aids aponta que a maioria exerce o trabalho sexual por necessidade, categorizado como “sexo por sobrevivência”, sendo os alimentos, a moradia e o envio de dinheiro para familiares os principais destinos da renda obtida.
Duylber Cuesta, um refugiado venezuelano e membro da comunidade LGBTIQ+ de 24 anos, compartilhou sua experiência com a RCN Radio, detalhando que migrou para Maicao, Colômbia, com a intenção de melhorar sua qualidade de vida e a de sua família. Trabalha em um bar de mulheres trans em uma zona de tolerância em Maicao, onde foi vítima de diversas agressões.
A vulnerabilidade dos migrantes e refugiados, somada à falta de documentação legal, como a Permissão de Proteção Temporária (PTP), os coloca em desvantagem frente às redes criminosas que exploram sexualmente os migrantes – especialmente os venezuelanos que chegam à Colômbia. A situação se agrava pelo medo das vítimas de denunciar as agressões por receio de serem deportadas.
As agressões incluem socos, agressão verbal, violência psicológica e ameaças com armas. Jorge Luis Díaz, diretor regional de Desenvolvimento para América e Caribe da Aid for Aids, destacou que as vítimas enfrentam violência sistematizada, incluindo violência sexual durante o ato. Essa problemática também evidencia uma discriminação e violência adicional baseada na identidade de gênero e no status migratório, que se confrontam nesses cenários, chegando a ser considerados um tabu para a sociedade.
Nas zonas fronteiriças e em grandes cidades colombianas, o fenômeno do sexo por sobrevivência se agravou, abrangendo não apenas mulheres e homens heterossexuais, mas também pessoas LGBTIQ+, que, diante da falta de oportunidades laborais e sociais, se veem forçadas a essa situação. Michelle Bachelet, Alta Comissária das Nações Unidas para os Direitos Humanos, reconheceu essa problemática, destacando a necessidade de abordar a exploração sexual de migrantes e refugiados na região.

##### Cúcuta
Em Cúcuta, cidade colombiana próxima à fronteira com a Venezuela, a crise econômica venezuelana impulsionou muitos migrantes a se envolverem na indústria do sexo para subsistência. O Parque Mercedes foi identificado como um local onde trabalhadores sexuais oferecem seus serviços. Estima-se que cerca de 80% das trabalhadoras sexuais em Cúcuta sejam venezuelanas. As difíceis condições econômicas levaram alguns a oferecer serviços sexuais sem proteção por tarifas mais altas, o que representa um risco para a saúde. A crise também gerou uma preocupante participação de menores de idade na prostituição, segundo relatos de organizações locais. Os serviços sexuais agora são mais visíveis em Cúcuta, ocorrendo não só à noite, mas também durante o dia. Também foi observada uma modalidade em que casais venezuelanos se envolvem na prostituição para se sustentar economicamente.
Além disso, foi identificada a participação de venezuelanos no comércio sexual online, por meio de webcams, como uma nova modalidade de emprego no setor. A proliferação da indústria do sexo desafiou a capacidade do sistema de saúde local, especialmente no manejo de doenças sexualmente transmissíveis como o HIV. As organizações locais notaram um aumento nos testes de HIV e nos casos importados da Venezuela.

###### Villa del Rosario
La Parada, uma localidade no município de Villa del Rosario, próximo a Cúcuta e à fronteira com a Venezuela, tornou-se um cenário onde meninas venezuelanas, algumas a partir dos 10 anos, são forçadas a exercer a prostituição para subsistência. Segundo relatos, as menores oferecem serviços sexuais por tarifas de cerca de 30.000 pesos colombianos (menos de 8 dólares), o que cobre necessidades básicas como alimentação, vestuário e aluguel de moradia.
Um testemunho coletado pela jornalista Yasmin Velasco revela o caso de Ángela (nome fictício), uma adolescente de 14 anos, que relata ter sido enganada com uma oferta de emprego falsa, situação que a conduziu à prostituição como meio de obter recursos para se alimentar.
Víctor Bautista, secretário de Fronteiras na Colômbia, confirma a gravidade da situação e estima que entre 40% e 45% dos migrantes venezuelanos que cruzam diariamente a fronteira são menores de idade, muitos chegando sozinhos. Bautista expõe a falta de recursos para atender adequadamente a população migrante e faz um apelo por apoio governamental e da cooperação internacional, afirmando que os programas existentes são insuficientes para enfrentar a magnitude do problema.

##### Espanha
A Polícia Nacional de España desarticulou uma rede de traficantes que prostituíam mulheres venezuelanas em apartamentos alugados em território espanhol. Em uma operação realizada em 30 de março de 2019, as autoridades conseguiram prender 11 pessoas envolvidas, das quais seis foram encarceradas. Para ocultar suas atividades ilícitas, os proxenetas alugavam apartamentos turísticos de forma esporádica, onde mantinham as mulheres em condições de exploração sexual.
Ao chegar na Espanha, as mulheres recebiam instruções sobre como agir no aeroporto para evitar serem detectadas; forneciam-se a elas a documentação e o dinheiro necessários para entrar no país sem levantar suspeitas. No entanto, uma vez em território espanhol, eram forçadas a exercer a prostituição para quitar uma suposta dívida de 3.000 euros imposta por seus captores. As investigações revelaram que as mulheres estavam disponíveis 24 horas por dia, sete dias por semana, sem liberdade para sair e sempre escoltadas por um membro da organização. Além disso, encontravam-se sob constante vigilância por meio de câmeras de vigilância.
Os detidos determinavam os preços e os serviços aos quais as mulheres eram submetidas, exigindo que entregassem metade dos rendimentos aos seus exploradores e impondo sanções econômicas caso se recusassem a realizar determinadas práticas sexuais. Os pagamentos pelos serviços sexuais eram gerenciados por meio de aplicativos de pagamento eletrônico, permitindo que os detidos controlassem os lucros.
Na fase final da operação, os agentes revistaram duas residências, apreendendo mais de 18.000 euros em dinheiro, substâncias entorpecentes, dois telefones celulares e diversos documentos. Essa operação lança luz sobre a crescente problemática do tráfico de pessoas na Espanha, especialmente no contexto da migração venezuelana.

## Motivos para Emigração
As principais razões para a emigração de profissionais da educação incluem a taxa de criminalidade na Venezuela e a baixa remuneração do governo. De acordo com o Presidente da Academia Venezuelana de Ciências Físicas, Matemáticas e Naturais, Claudio Bifano, a maior parte da "capacidade tecnológica e científica da Venezuela, construída ao longo de meio século", foi perdida durante a presidência de Hugo Chávez. Apesar de 2% do PIB do país ser investido em ciência e tecnologia, o número de artigos publicados em periódicos internacionais caiu de cerca de 1.600 para 1.000 (o valor de 1997, quando o orçamento tecnológico da Venezuela era de 0,3% do PIB) de 2008 a 2012.
Mariano Herrera, diretor do Centro de Pesquisa e Educação Cultural, estimou em 2014 uma escassez de cerca de 40% do necessário para professores de matemática e ciências. O governo venezuelano tentou aliviar a falta de professores criando a Micromissão Simón Rodríguez, reduzindo os requisitos de graduação para profissionais da educação para dois anos de estudos. De janeiro a março de 2018, 102 das 120 vagas na USB permaneceram desocupadas.
O estudo Comunidade Venezuelana no Exterior: Um Novo Método de Exílio relatou que mais de 90 por cento dos mais de 1,5 milhão de emigrantes da Venezuela possuíam graduação universitária; 40 por cento possuíam um mestrado, e 12 por cento possuíam doutorado ou graus pós-doutorado. O estudo utilizou dados oficiais verificados no exterior e pesquisas de venezuelanos que decidiram emigrar.

### Economia
Empresários emigraram da Venezuela devido aos controle de preços do governo e corrupção, escassez e controles de câmbio estrangeiro. Contadores e administradores partiram para países com crescimento econômico, como Argentina, Chile, México, Peru e os EUA. Um estudo do Sistema Econômico da América Latina relatou que a emigração de trabalhadores altamente qualificados com 25 anos ou mais da Venezuela para os países da OECD aumentou 216 por cento entre 1990 e 2007.
Estima-se que 75 por cento dos cerca de 20.000 trabalhadores da PDVSA (Petróleos de Venezuela) que deixaram a empresa emigraram para outros países em busca de trabalho. Ex-engenheiros de petróleo começaram a trabalhar em plataformas de petróleo no Mar do Norte e nas areias betuminosas do oeste do Canadá; o número de venezuelanos em Alberta aumentou de 465 em 2001 para 3.860 em 2011. Ex-funcionários da PDVSA também se juntaram à indústria petrolífera mais bem-sucedida na vizinha Colômbia. De acordo com o El Universal, "milhares de engenheiros e técnicos de petróleo, totalizando centenas de milhares de horas-homem em treinamento e experiência na indústria petrolífera (mais significativo do que diplomas acadêmicos)", e a maioria dos ex-executivos da PDVSA, estão trabalhando no exterior. Após o êxodo da PDVSA, a produção de petróleo venezuelano diminuiu e os acidentes de trabalho aumentaram.
Até 2019, mais de 50.000 engenheiros e arquitetos haviam deixado a Venezuela nos seis anos anteriores, com parte da força de trabalho venezuelana sendo substituída por trabalhadores estrangeiros, incluindo contrapartes chinesas.

### Mídia e artes
Atores, produtores, apresentadores de TV, âncoras de notícias e jornalistas teriam deixado para a Colômbia, Flórida e Espanha após o fechamento de meios de comunicação pelo governo venezuelano, ou sua compra por simpatizantes do governo. Músicos emigraram para lugares receptivos ao seu estilo de música.

### Saúde

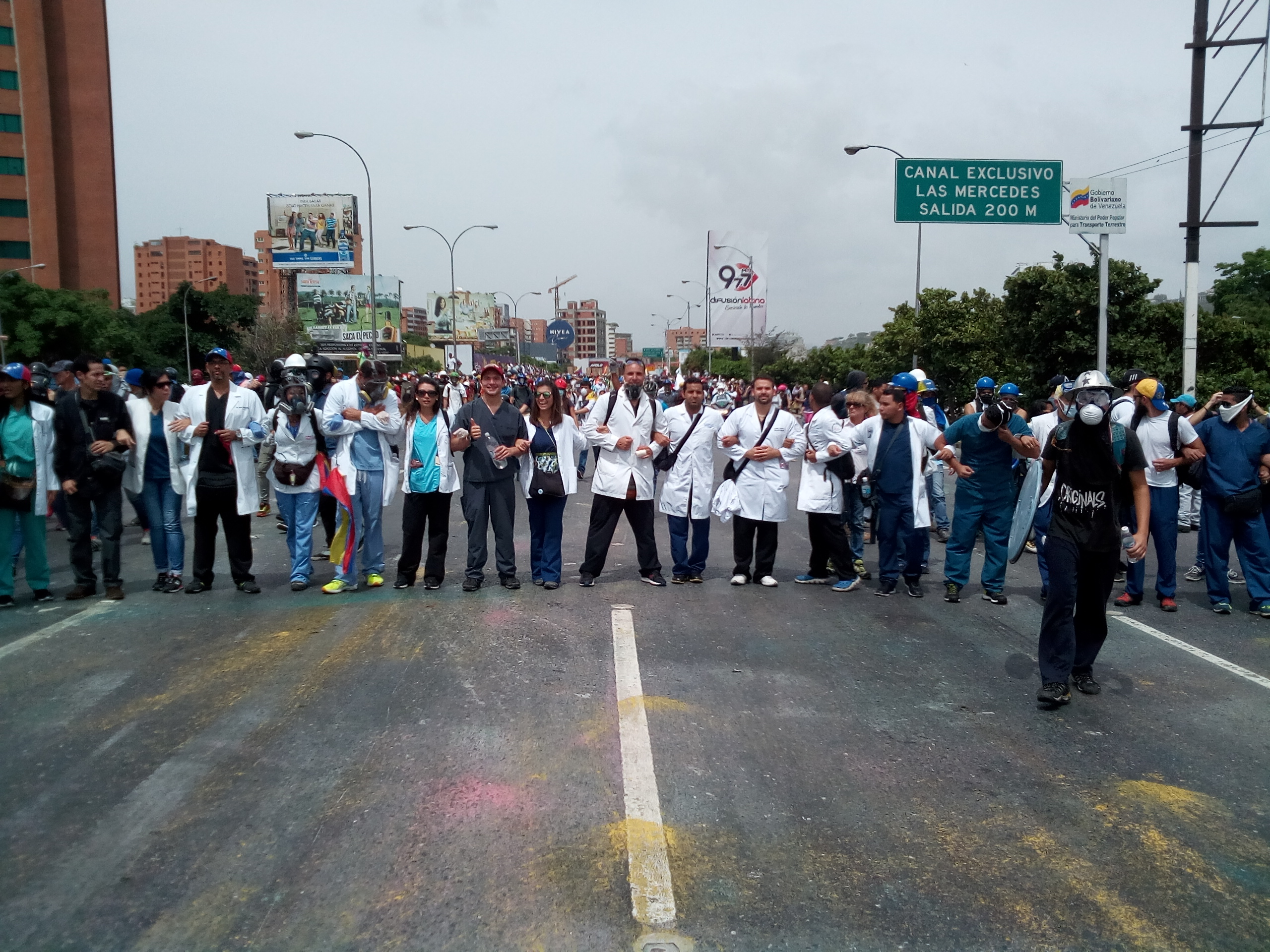
Médicos venezuelanos protestando em Caracas 2017

Médicos e equipe médica, particularmente aqueles em instalações privadas, emigraram devido a baixos salários e falta de reconhecimento após a oposição do governo venezuelano aos tradicionais programas de 6 anos. O governo bolivariano, por sua vez, apoia a formação de "médicos comunitários" em Cuba. O governo teria restringido o acesso a instalações e financiamento para a formação de médicos, o que levou ao fechamento de programas médicos em todo o país.
O presidente da Federação Médica da Venezuela, Douglas León Natera, afirmou em abril de 2015 que mais de 13.000 médicos (mais de 50 por cento do total do país) haviam emigrado. De acordo com Natera, a consequente escassez de médicos afetou tanto hospitais públicos quanto privados. Em março de 2018 (após 22.000 médicos terem fugido da Venezuela), o salário de muitos médicos era inferior a 10 $USD por mês.
Em países da América Latina, as credenciais médicas dos médicos venezuelanos são geralmente aceitas. No entanto, as oportunidades para venezuelanos nos Estados Unidos são limitadas, com médicos frequentemente se tornando assistentes médicos ou trabalhando em áreas não médicas.

## Estatísticas

### Números de migrantes
De acordo com Iván de la Vega, o número de venezuelanos vivendo no exterior aumentou em mais de 2.000 por cento do meio dos anos 1990 até 2013 (de 50.000 para 1.200.000). A idade média do emigrante é 32 anos.
A porcentagem de venezuelanos que afirmaram ter familiares no exterior aumentou de 10 por cento em 2004 para quase 30 por cento em 2014. Em 2014, cerca de 10 por cento afirmaram que estavam se preparando para emigrar. Segundo o Alto Comissariado das Nações Unidas para Refugiados, "entre 2003 e 2004, o número de refugiados (venezuelanos) dobrou de 598 para 1.256, e entre 2004 e 2009, o número de refugiados venezuelanos foi cinco vezes maior, chegando a 6.221. Até essa data, há também um registro de 1.580 venezuelanos solicitando refúgio."
Uma pesquisa realizada no final de 2017 pela Consultores 21 descobriu que mais de quatro milhões de venezuelanos haviam deixado o país devido à Revolução Bolivariana, e 51 por cento dos jovens adultos disseram que queriam emigrar.
Em 2018, estimava-se que mais de um milhão de venezuelanos tinham planos de emigrar. Os emigrantes são principalmente profissionais entre 18 e 35 anos.

### Características dos migrantes
Compreender as características dos migrantes é importante porque estas influenciam e afetam as vulnerabilidades e os padrões de migração. De acordo com uma pesquisa da OIM sobre migrantes venezuelanos no Brasil, Colômbia e Peru em 2018, os entrevistados no Brasil tinham uma idade média de 32 anos, os entrevistados na Colômbia e no Peru tinham uma idade média de 30 anos, 58% da população pesquisada eram homens, 5% das mulheres pesquisadas na Colômbia estavam grávidas, 3% no Brasil e 1% no Peru, 31% dos entrevistados no Brasil e 39% dos entrevistados na Colômbia relataram não ter um status de migração regular e 41% dos entrevistados no Brasil viajavam sozinhos, 37% na Colômbia e 31% no Peru. Em um estudo de vulnerabilidade para migrantes na América Central e no Caribe em 2019, a OIM descobriu que 4% dos entrevistados no estudo eram mulheres grávidas, 32% das mulheres afirmaram ter sido afetadas por discriminação e 5% destas mulheres estavam grávidas, 58% das mulheres relataram falta de acesso à saúde e 57% dos homens também, e 65% dos entrevistados viajavam sozinhos vs 35% viajavam em grupo. Muito migrantes da Venezuela para o Brasil são indígenas, especialmente da etnia Warao (ver: Migração Warao para o Brasil).

### População colombiana

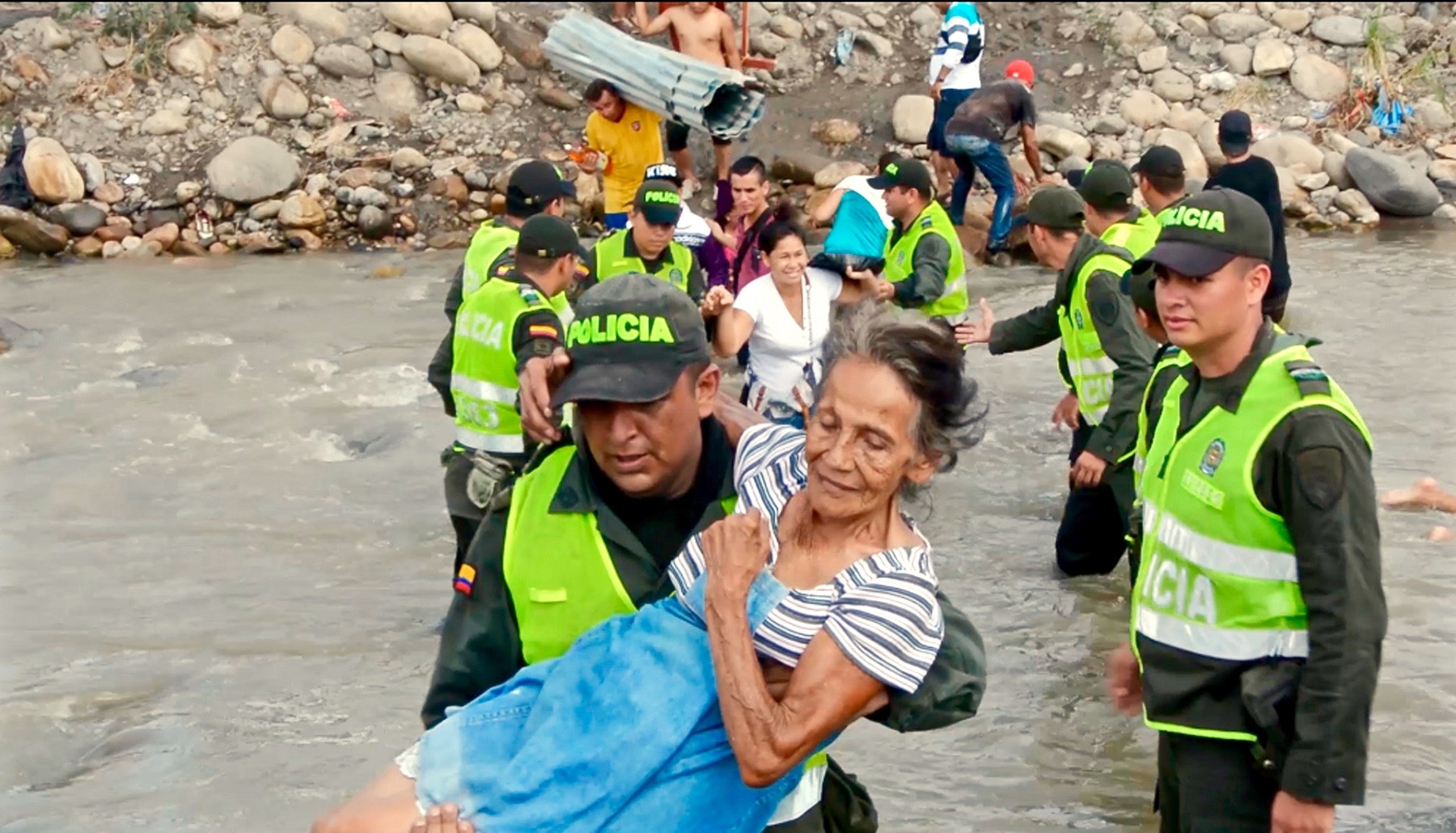
Oficial da Polícia Nacional Colombiana carregando uma mulher idosa através do Rio Táchira para a Colômbia

De acordo com a socióloga Raquel Alvarez da Universidad de los Andes, 77 por cento dos imigrantes para a Venezuela durante a década de 1990 eram da Colômbia. No início dos anos 2010, os imigrantes colombianos estavam desapontados com o colapso econômico da Venezuela e a discriminação pelo governo e seus apoiadores. Entre dezenas de milhares e 200.000 colombianos deixaram a Venezuela nos anos anteriores a 2015.
De acordo com a socióloga Raquel Alvarez da Universidad de los Andes, 77 por cento dos imigrantes para a Venezuela durante a década de 1990 eram da Colômbia. No início dos anos 2010, os imigrantes colombianos estavam desapontados com o colapso econômico da Venezuela e a discriminação pelo governo e seus apoiadores. Entre dezenas de milhares e 200.000 colombianos deixaram a Venezuela nos anos anteriores a 2015. O Ministério das Relações Exteriores da Colômbia informou que os vistos para a Colômbia aumentaram em 150 por cento entre março de 2014 e março de 2015, e a assistência à repatriação de colombianos-venezuelanos atingiu um número recorde no primeiro trimestre de 2015. Martin Gottwald, vice-chefe da agência de refugiados das Nações Unidas na Colômbia, disse que muitos dos 205.000 refugiados colombianos que fugiram para a Venezuela podem retornar à Colômbia. O número de colombianos repatriados preocupou o governo colombiano, devido ao seu efeito no desemprego e nos serviços públicos.

### População judaica
A população judaica na Venezuela, de acordo com várias organizações comunitárias, declinou de uma estimativa de 18.000–22.000 no ano 2000 para cerca de 9.000 em 2010. Líderes comunitários citam a economia, a segurança e o aumento do antissemitismo como principais razões para o declínio. Alguns acusaram o governo de se envolver em, ou apoiar, ações e retórica antissemitas. Em 2015, foi relatado que a população judaica havia declinado para 7.000.

## Vida de refugiado

### Ajuda
Organizações e eventos foram criados para auxiliar emigrantes venezuelanos. O site MeQuieroIr.com (Espanhol: "Quero ir embora") foi criado por um ex-funcionário de assuntos públicos da PDVSA que se mudou para o Canadá, e rapidamente se tornou popular entre emigrantes venezuelanos. Em junho de 2015, a primeira Expo Migração anual foi realizada em Caracas; o evento incluiu grupos de apoio, assistência para estudos no exterior e ajuda no processo de emigração. A rede Somos Diáspora, composta por um site e uma estação de rádio em Lima, Peru, foi lançada em maio de 2018 para fornecer entretenimento venezuelano, notícias e informações de migração para a diáspora.

### Problemas

#### Crime
Da mesma forma que abrimos os braços para os irmãos venezuelanos entrarem, que vêm de uma crise muito forte... algumas pessoas que estão ligadas ao crime também saem de lá.

Mauro Medina, Ministro do Interior do Peru
O governo Maduro frequentemente permitiu a emigração de criminosos venezuelanos e crime organizado para países da região, com nações como Aruba, Colômbia, Panamá, Peru e Estados Unidos experimentando um aumento da criminalidade como resultado.
Em junho de 2018, um grupo de venezuelanos roubou uma joalheria no Jockey Plaza, Peru, e fugiu do país. Em 27 de julho de 2018, quatro venezuelanos atiraram e feriram um policial durante um assalto a uma loja no país, embora tenham sido capturados posteriormente. A gangue "Tren de Aragua" (Trem de Aragua) da Venezuela - que prosperou na impunidade de seu país natal, onde dirigiam operações de roubo, sequestro e assassinato - viu cinco de seus membros serem presos em agosto de 2018 por planejar um roubo a banco em um shopping peruano. Os membros da gangue venezuelana foram encontrados pela Polícia Nacional do Peru equipados com armas de fogo, uma granada e um mapa do banco. Pelo menos setenta e dois venezuelanos foram presos no Peru em meados de 2018.
Em 19 de fevereiro de 2019, um grupo de migrantes venezuelanos e colombianos mascarados tentou invadir o lodge Inkaterra Amazon Reserve na região de Madre de Dios no Peru, resultando na morte de um guia turístico local. Um total de 53 hóspedes, incluindo turistas americanos e chineses, estavam seguros.
Quatro venezuelanos foram colocados sob detenção preventiva em 2021 após evidências indicarem que eles haviam se envolvido em tráfico de drogas e agredido a polícia chilena em Iquique. O presidente eleito Gabriel Boric condenou a agressão contra a polícia e o Ministro do Interior Rodrigo Delgado anunciou que os quatro serão expulsos do Chile, independentemente do resultado do julgamento.

#### Discriminação
Refugiados venezuelanos ocasionalmente enfrentaram xenofobia e discriminação nos países de destino. A Organização Internacional para as Migrações tem aumentado a conscientização de que os refugiados são vulneráveis ao tráfico e à prostituição. Venezuelanos no Panamá enfrentam xenofobia devido à concorrência com residentes locais, e movimentos nacionalistas panamenhos têm usado a retórica anti-refugiados venezuelanos para ganhar apoio.
A discriminação contra venezuelanos ocasionalmente foi um problema no Equador, e em uma pesquisa de 2019 com venezuelanos e outros grupos de migrantes na capital Quito, cerca de metade dos venezuelanos relatou que havia sofrido discriminação desde que chegaram ao Equador (comparado a 62% dos migrantes colombianos pesquisados em Quito que disseram a mesma coisa).
No Brasil, pelo menos 1.200 venezuelanos foram forçados a sair de campos de refugiados pelos residentes de Pacaraima em 18 de agosto de 2018, após a família de um comerciante local informar às autoridades que ele havia sido agredido por um grupo de venezuelanos. No entanto, dois dias depois, as autoridades disseram que a identidade e nacionalidade dos agressores não haviam sido confirmadas. Os residentes da cidade destruíram os campos de migrantes.

#### Prostituição
Muitas mulheres venezuelanas na Colômbia recorrem à prostituição para ganhar a vida. Em "La Chama", uma popular canção panamenha de Mr. Saik, o cantor zomba de uma mulher venezuelana que recorre à prostituição; o cantor recebeu ameaças de morte de migrantes ofendidos. Emigrantes venezuelanos instruídos também recorreram à prostituição porque não podem mais continuar as carreiras que seguiram.

### Saúde

#### Doenças infecciosas
O ressurgimento de sarampo e outras doenças transmissíveis como resultado da escassez de médicos na Venezuela gerou preocupações nos países de destino de que os refugiados poderiam espalhar doenças pela região. Surtos de sarampo ocorreram no Brasil, Colômbia e Equador em áreas onde refugiados venezuelanos viviam; a maioria dos infectados eram refugiados. Aumentos em malária e difteria na Venezuela também geraram preocupações nos países vizinhos. Em agosto de 2019, os migrantes venezuelanos receberão cartões de vacinação regionais para garantir que recebam vacinas e não recebam doses duplas. Esta medida foi acordada por autoridades de saúde dos Estados Unidos, Colômbia, Equador, Panamá, Canadá, Haiti, República Dominicana, Argentina, Peru e Paraguai.

#### Saúde mental
Muitos refugiados venezuelanos sofrem de transtorno de estresse pós-traumático devido aos eventos traumáticos que vivenciaram em seu país natal. Migrantes experimentam sintomas físicos e psicológicos de seus traumas, causados pela violência na Venezuela, deixando familiares para trás e adaptando-se à cultura de seus países anfitriões. Algumas das principais causas de hospitalização entre refugiados venezuelanos no Peru estão relacionadas à saúde mental.

### Viagem

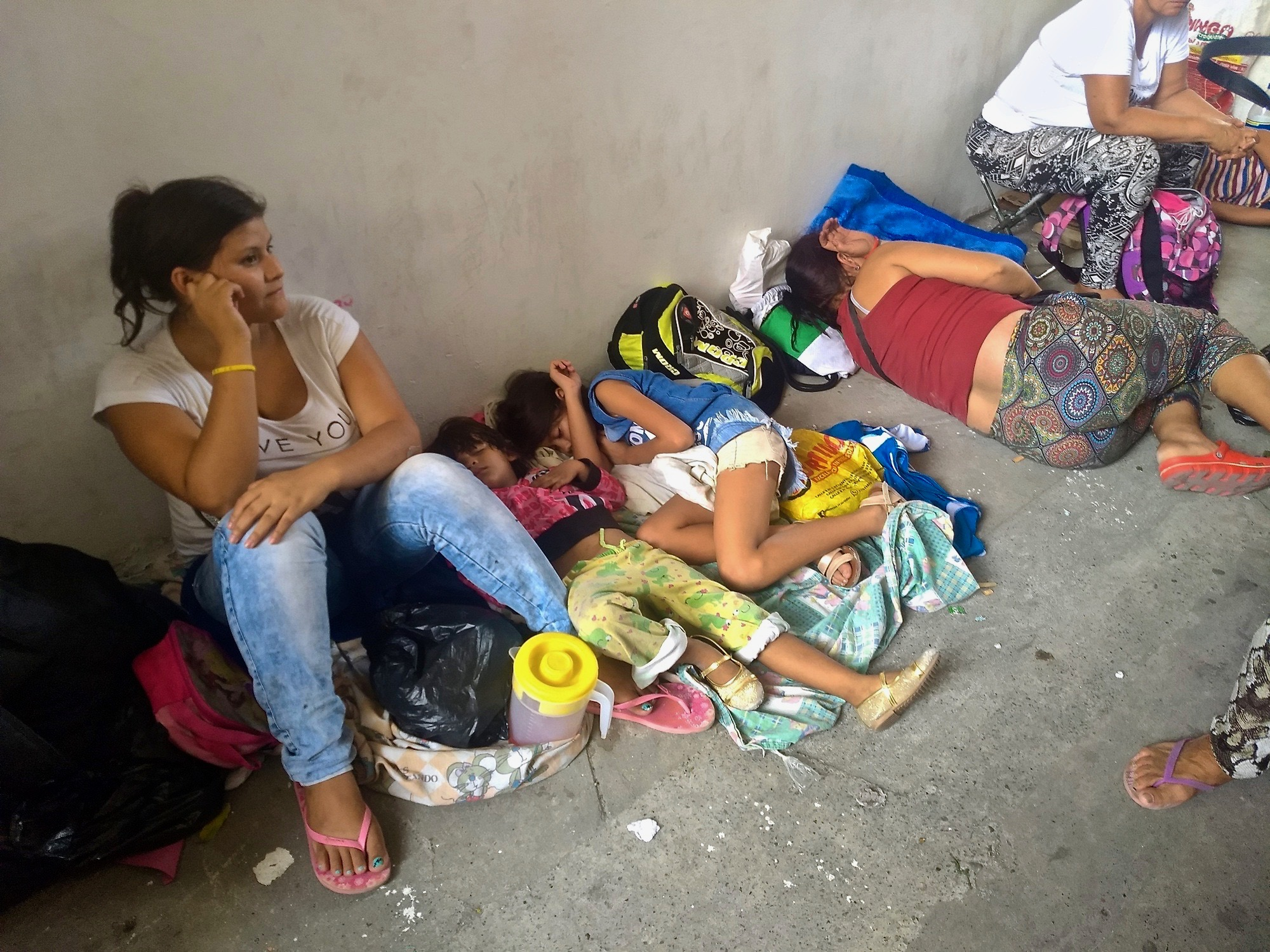
Refugiados venezuelanos dormindo nas ruas de Cúcuta, Colômbia

Os venezuelanos emigraram de várias maneiras, e imagens de migrantes fugindo por mar foram comparadas aos exilados cubanos. Muitos refugiados viajam a pé por milhares de quilômetros devido à incapacidade de pagar outros métodos de viagem, percorrendo cordilheiras, caminhando em rodovias puxando malas, pegando caronas quando possível e atravessando rios para escapar da crise. A maioria inicia suas viagens na cidade fronteiriça de Cucuta, Colômbia e depois parte para seus destinos individuais. Refugiados também são suscetíveis a guias de viagem falsos e roubos ao longo de sua jornada.
Aqueles que partem a pé são conhecidos como los caminantes (os caminhantes); a caminhada até Bogotá, Colômbia é de 350 milhas, e alguns caminham centenas de milhas mais, até o Equador ou Peru. Alba Pereira, que ajuda a alimentar e vestir cerca de 800 caminhantes diariamente no norte da Colômbia, disse em 2019 que está vendo mais doentes, idosos e grávidas entre os caminhantes. A Cruz Vermelha colombiana montou tendas de descanso com comida e água à beira das estradas para os venezuelanos. Os venezuelanos também cruzam para o norte do Brasil, onde o ACNUR montou 10 abrigos para acomodar milhares de venezuelanos. Imagens de venezuelanos fugindo do país por mar têm levantado comparações simbólicas às imagens vistas da diáspora cubana.
Migrantes venezuelanos entraram no Chile a partir da Bolívia pela localidade de Altiplano de Colchane. A rota percorrida pelos migrantes é árida, fria e situa-se a 3.600 metros acima do nível do mar. Esta rota é escolhida já que a rota mais direta e menos rigorosa através da fronteira Chile-Peru é melhor vigiada. Os migrantes são auxiliados na travessia por contrabandistas de pessoas. Em fevereiro de 2021, o custo para uma família atravessar da Bolívia para o Chile era entre US$200 e US$500. Migrantes foram acusados pelo alcaide de Colchane e moradores locais de agir violentamente, forçando-se a entrar em casas habitadas de Colchane, cometendo roubos e ocupando espaços públicos.

## Destinos
O número e as características das pessoas que deixam a Venezuela podem ser difíceis de rastrear. Estimativas gerais foram feitas para capturar a escala da migração. O fluxo migratório da Venezuela para destinos significativos (que incluem a maioria dos países da América Latina, América do Norte e partes da Europa) aumentou de 380.790 em 2005 para 1.580.022 em 2017 (IOM, 2018a), onde as estimativas são baseadas em cada estimativa do governo receptor. Muitos migrantes entram em um país receptor com status regular, mas muitos não o fazem. O número daqueles que entram irregularmente é difícil de estimar devido ao seu status de imigração.
Os dez principais destinos (destinos significativos) para emigrantes venezuelanos são Colômbia, Peru, Estados Unidos, Espanha, Itália, Portugal, Argentina, Canadá, França e Panamá. Dezenas de milhares de venezuelanos também se mudaram para outros locais, incluindo Trinidad e Tobago e outros países nas Américas e Europa.
Venezuelanos fugiram para mais de 90 países em busca de uma vida melhor. Entre 2015 e 2017, a imigração venezuelana aumentou em 1.388% no Chile, 1.132% na Colômbia, 1.016% no Peru, 922% no Brasil, 344% na Argentina e Equador, 268% no Panamá, 225% no Uruguai, 104% no México, 38% na Costa Rica, 26% na Espanha e 14% nos Estados Unidos.

### Estados Unidos

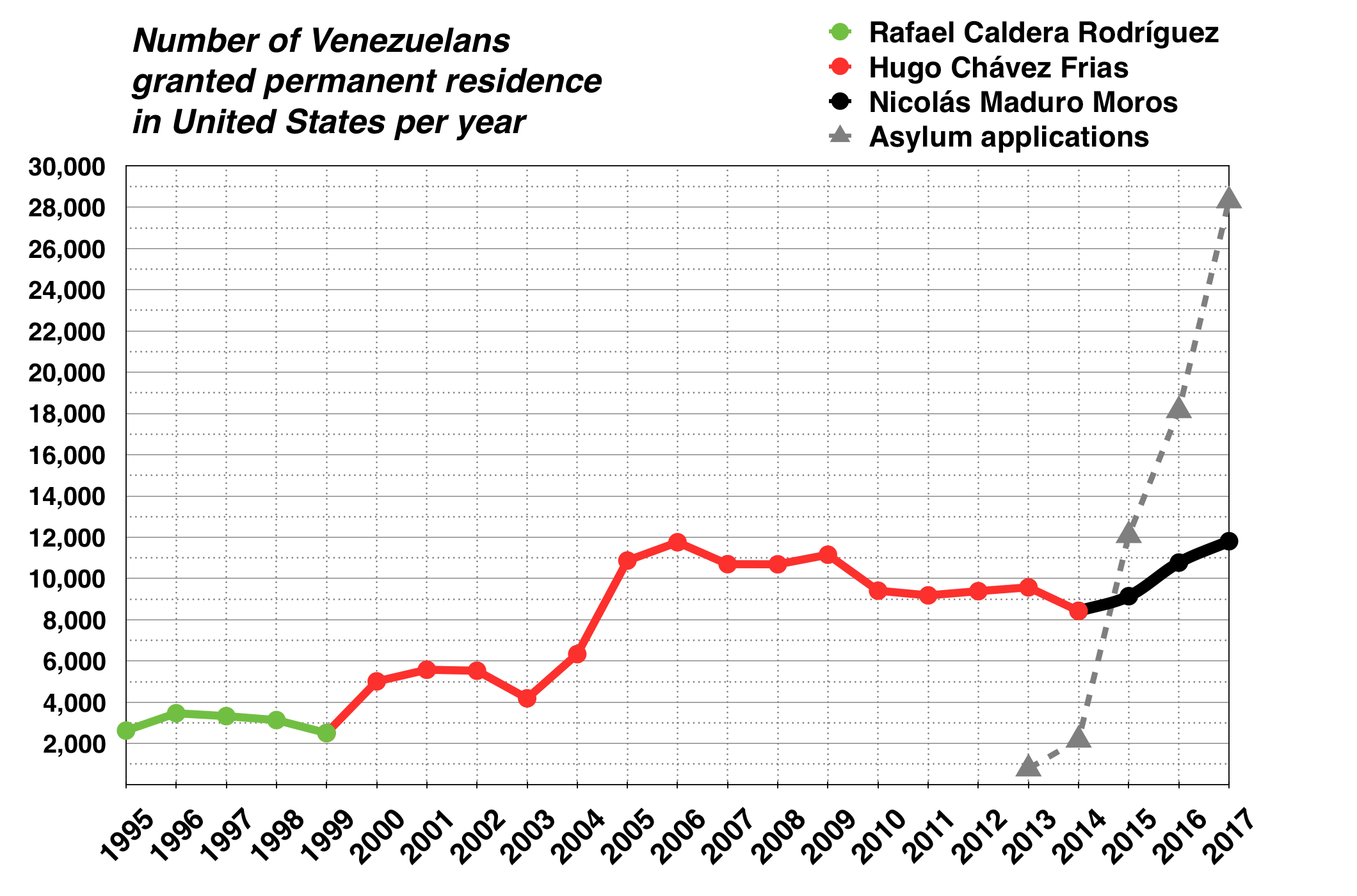
Número de venezuelanos concedidos residência permanente nos Estados Unidos por ano (pelo presidente venezuelano), com pedidos de asilo (por Departamento de Segurança Interna dos Estados Unidos)

Os Estados Unidos são um dos principais destinos para emigrantes venezuelanos. O número de residentes nos EUA que se identificaram como venezuelanos aumentou 135% entre 2000 e 2010, de 91.507 para 215.023. Em 2015, estimava-se que cerca de 260.000 venezuelanos haviam emigrado para os Estados Unidos. De acordo com o pesquisador Carlos Subero, "[a] grande maioria dos venezuelanos tentando emigrar entra no país com um visto de turista ou de negócios não imigrante", estatísticas mostrando que 527.907 venezuelanos permanecem nos Estados Unidos com vistos não imigrantes. O Sistema Econômico Latino-Americano e do Caribe (SELA) relatou que em 2007, 14% dos venezuelanos com 25 anos ou mais nos Estados Unidos possuíam um doutorado; acima da média dos EUA de nove por cento.
Antes de outubro de 2022, os venezuelanos que buscavam asilo podiam entrar nos Estados Unidos através das fronteiras terrestres e poderiam residir nos Estados Unidos enquanto seus casos eram avaliados. No entanto, por volta de 12 de outubro de 2022, os Estados Unidos anunciaram que os venezuelanos que entravam "entre os portos de entrada, sem autorização, seriam devolvidos ao México". Os Estados Unidos também anunciaram que os venezuelanos que entrassem legalmente seriam elegíveis para um novo programa humanitário, se tivessem um patrocinador nos Estados Unidos, com o novo programa limitado a até 24.000 venezuelanos.
A maior comunidade de venezuelanos nos Estados Unidos vive em South Florida. Entre os anos 2000 e 2012, o número de residentes venezuelanos legais na Flórida aumentou de 91.500 para 259.000.

### América Latina e Caribe
Países latino-americanos, como Argentina, Brasil, Chile, Colômbia, Equador, México, Peru e Panamá, são destinos populares para emigrantes venezuelanos.

#### Argentina

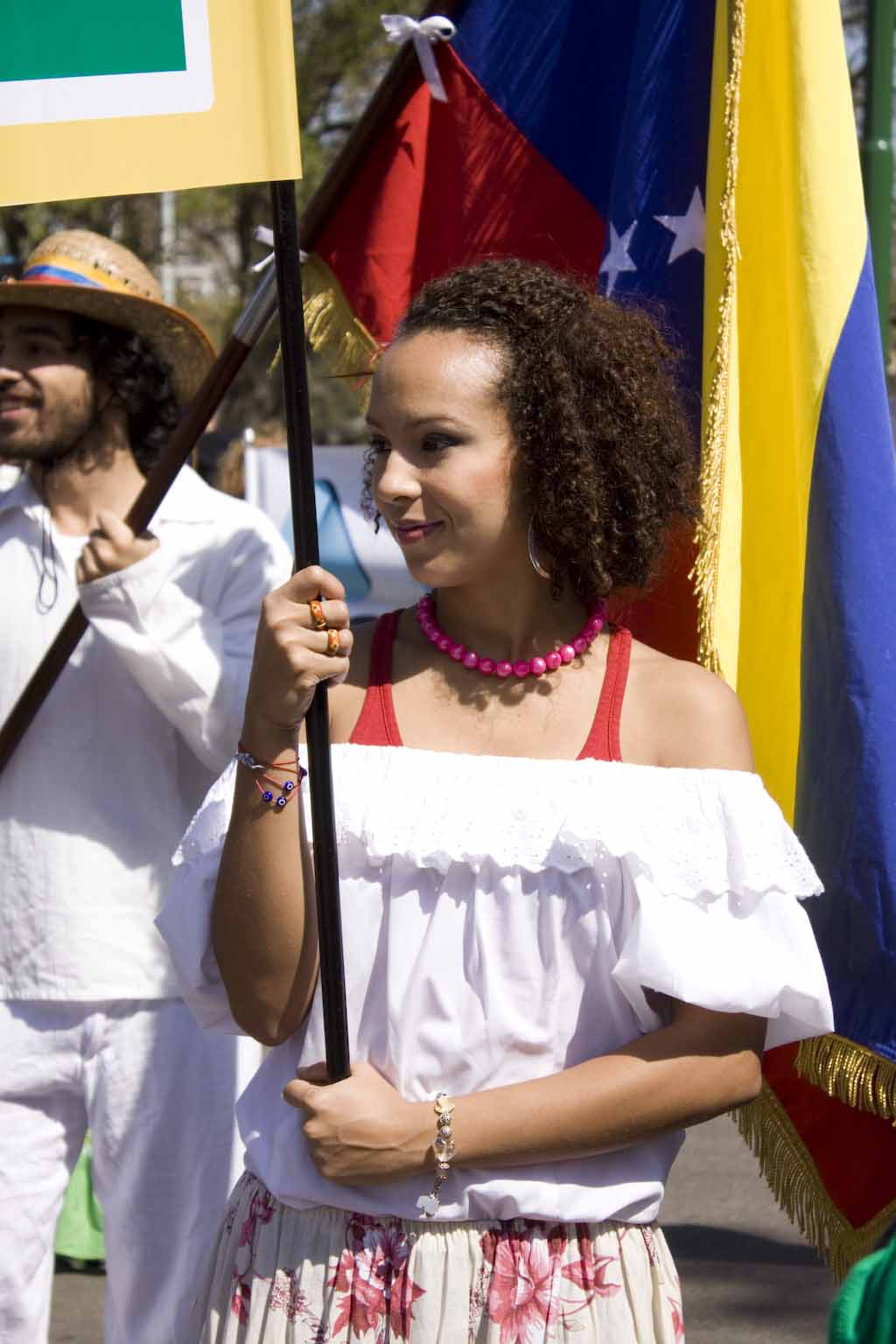
Comemorando o Dia do Imigrante em Buenos Aires

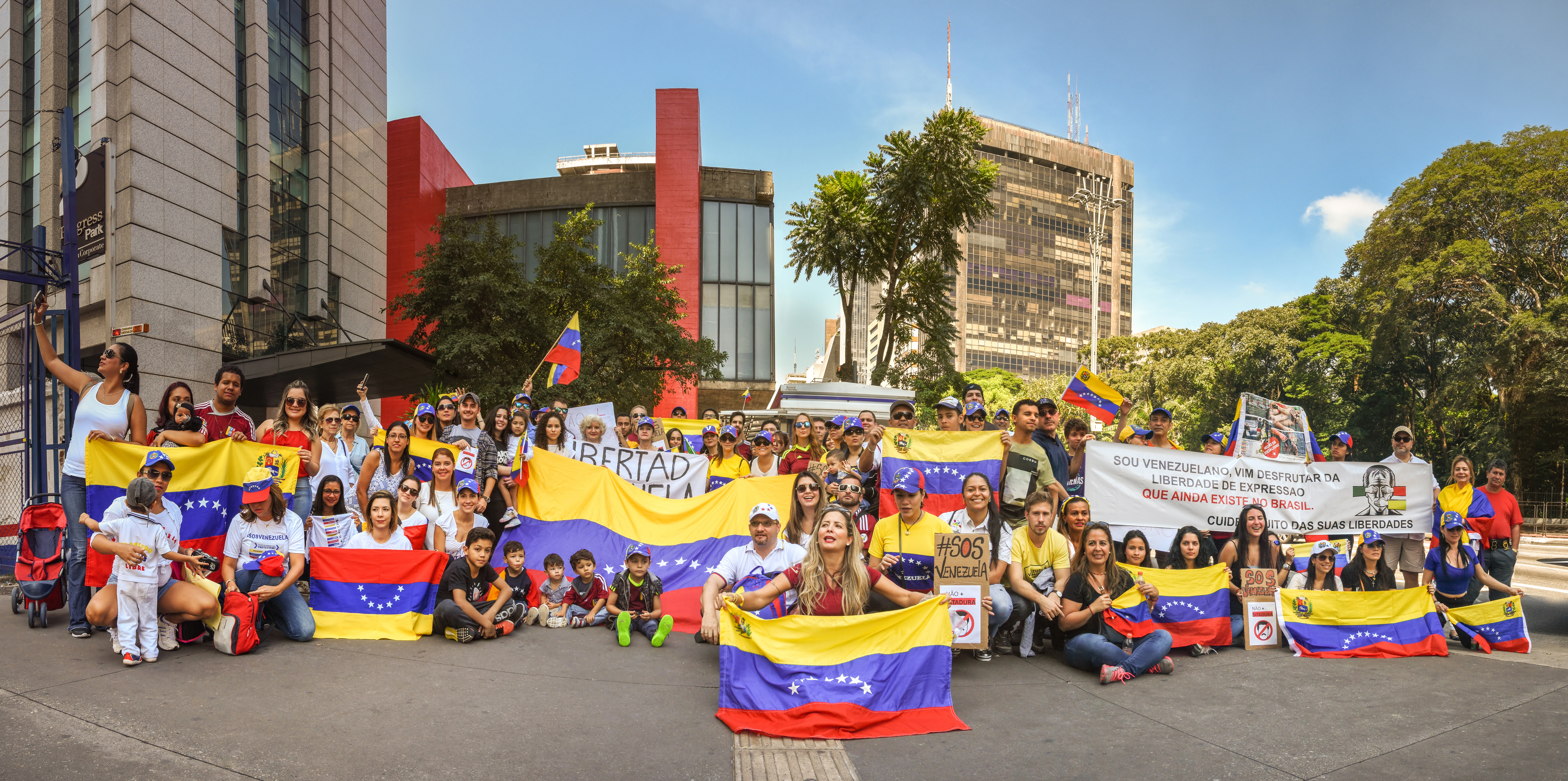
Venezuelanos em um protesto contra a Revolução Bolivariana em São Paulo, Brasil

A imigração venezuelana aumentou significativamente desde 2005, de 148 pessoas por ano para 12.859 em 2016. Mais de 15.000 venezuelanos emigraram para a Argentina de 2004 a 2014, dos quais 4.781 obtiveram residência permanente. O número de imigrantes venezuelanos aumentou 500% de 2014 a 2016, para 600 por semana. Entre 2014 e meados de 2017, 38.540 venezuelanos apresentaram pedidos de residência na Argentina.
Os venezuelanos que emigram para a Argentina enfrentam vários obstáculos, como o custo da passagem aérea, devido à distância entre os países em comparação com os vizinhos Colômbia e Brasil. Atraídos por melhores condições de vida, muitos arriscam a viagem por terra; Marjorie Campos, uma venezuelana que estava grávida de oito meses, viajou de ônibus por 11 dias através da Colômbia, Equador, Peru e Chile para chegar à cidade argentina de Córdoba.

#### Brasil
Estamos no início de uma crise humanitária sem precedentes nesta parte da Amazônia... Já estamos vendo advogados venezuelanos trabalhando como caixas de supermercado, mulheres venezuelanas recorrendo à prostituição, venezuelanos indígenas pedindo esmolas em interseções de trânsito.

Coronel Edvaldo Amara, chefe da defesa civil de Roraima
À medida que as condições socioeconômicas pioraram, muitos venezuelanos emigraram para o Brasil vizinho. Dezenas de milhares de refugiados viajaram pela bacia do Amazonas em busca de uma vida melhor, alguns viajando a pé e pagando mais de $1,000 para serem contrabandeados para cidades maiores. O governo brasileiro aumentou sua presença militar na fronteira para auxiliar os refugiados em suas estradas e rios. Mais de 70.000 refugiados entraram no estado fronteiriço de Roraima no norte do Brasil no final de 2016, sobrecarregando os recursos locais. Centenas de crianças da Venezuela estão matriculadas em escolas perto da fronteira Brasil-Venezuela, e cerca de 800 venezuelanos entravam no Brasil diariamente em 2018.
Em 7 de agosto de 2018, o governo regional solicitou que o Supremo Tribunal Federal do Brasil fechasse a fronteira, e mais tarde naquele dia o Supremo Tribunal Federal negou o pedido com base na constituição.
O Exército Brasileiro lançou em fevereiro de 2018 a Operação Acolhida, que visa proteger os venezuelanos que cruzam a fronteira, fornecendo ajuda humanitária aos imigrantes em situações vulneráveis.
Em julho de 2024, no marco dos nove anos do início da migração em massa para o país, estimava-se que 568 mil venezuelanos migraram para o Brasil entre 2016 e 2024.

##### Crise Humanitária dos Yanomami
Os Yanomami, um povo indígena que habita a região amazônica entre Brasil e Venezuela, têm enfrentado uma severa crise humanitária nos últimos anos. No lado brasileiro, mais de 570 crianças Yanomami morreram em menos de quatro anos devido a problemas de saúde como desnutrição e malária. Esta comunidade, que vive há gerações nessa região, relaciona parte de seu sofrimento à invasão de mais de 20.000 garimpeiros desde 2019.
Paralelamente, a crise política e econômica da Venezuela intensificou o fluxo migratório para o Brasil, trazendo consigo desafios adicionais para os aproximadamente 20.000 Yanomami que vivem no território venezuelano. Muitos deles, buscando refúgio e melhores condições de vida, acabam se deslocando para o território brasileiro. A escassez de alimentos e a precariedade dos serviços de saúde são realidades que afetam a comunidade indígena, tanto na Venezuela quanto no Brasil..
Em janeiro de 2023, a situação no Brasil ganhou repercussão internacional. O presidente Luiz Inácio Lula da Silva acusou seu antecessor, Jair Bolsonaro, de cometer um genocídio contra os Yanomami. Esta grave acusação surgiu após o alarmante número de mortes de crianças menores de cinco anos na comunidade. Em resposta, Lula declarou estado de emergência sanitária e o Supremo Tribunal Federal (STF) ordenou uma investigação sobre Bolsonaro. Nas palavras de Lula, compartilhadas em suas redes sociais: "Mais do que uma crise humanitária, o que vi em Roraima foi um genocídio, um crime premeditado contra os Yanomami, perpetrado por um governo insensível ao sofrimento do povo brasileiro"..
Imagens divulgadas pela imprensa internacional mostram a gravidade da situação: crianças Yanomami com abdômenes inchados e pele colada nas costelas, evidenciando a fome e o grave estado de saúde da população..
Em busca de apoio internacional, Darío Kopenawa, líder Yanomami do Brasil, visitou as sedes das Nações Unidas e da Organização dos Estados Americanos (OEA) nos Estados Unidos em fevereiro de 2023. Seu depoimento foi contundente ao falar da situação alarmante durante a gestão Bolsonaro: “Falamos por muitos anos sobre a situação do nosso povo. Sobre os problemas com os invasores [garimpeiros]. A violência está aumentando, bem como os abusos sexuais em território Yanomami. A prostituição, o alcoolismo e as ameaças dos garimpeiros são constantes. Vivenciamos tudo isso intensamente nos últimos quatro anos sob o governo Bolsonaro. Ele não nos protegeu.”.
Este cenário ressalta a vulnerabilidade das comunidades indígenas diante dos interesses econômicos e políticos, bem como as consequências da migração venezuelana, demonstrando a necessidade urgente de medidas para proteger seus direitos e modo de vida..

#### Colômbia
A Colômbia, país que faz fronteira com a Venezuela e tem uma longa história com o país, recebeu o maior número de migrantes venezuelanos. Após a reabertura da fronteira colombiana depois da crise migratória Venezuela–Colômbia, muitos venezuelanos começaram a emigrar para o país. Desde então, a Colômbia acolheu muitos refugiados venezuelanos e tentou dar-lhes status legal. A ajuda prestada pelo governo colombiano aos refugiados venezuelanos tem sido onerosa, e vários parceiros internacionais intervieram para prestar assistência. A assistência prestada pela Colômbia aos venezuelanos varia desde visitas a salas de emergência até educação pública para crianças; tudo fornecido gratuitamente pelo governo colombiano. Em agosto de 2019, o Presidente Ivan Duque anunciou que a Colômbia concederia cidadania a 24.000 crianças nascidas na Colômbia de pais migrantes venezuelanos, para evitar que ficassem apátridas.
Em julho de 2016, mais de 200.000 venezuelanos entraram na Colômbia para comprar mercadorias devido a escassez na Venezuela. Em 12 de agosto de 2016, o governo venezuelano oficialmente reabriu a fronteira; milhares de venezuelanos novamente entraram na Colômbia para escapar da crise venezuelana. A indústria de petróleo da Colômbia se beneficiou com a chegada de imigrantes venezuelanos qualificados, embora o país tenha começado a deportar imigrantes não autorizados no final de 2016.
Segundo o governo colombiano, mais de 100.000 venezuelanos emigraram para a Colômbia no primeiro semestre de 2017. No período que antecedeu as eleições para a Assembleia Constituinte da Venezuela em 2017, a Colômbia concedeu uma Permissão Especial de Residência Permanente aos cidadãos venezuelanos que entraram no país antes de 25 de julho; mais de 22.000 venezuelanos solicitaram residência permanente nas primeiras 24 horas após o início do período de inscrições. Até o final de novembro de 2017, havia mais de 660.000 venezuelanos na Colômbia, o dobro do número em junho. No final de 2018, havia mais de 1,2 milhão de venezuelanos na Colômbia. Entre abril e junho de 2018, a Colômbia registrou mais de 442.000 venezuelanos que estavam irregularmente no país por meio de um processo de registro chamado RAMV. A partir de janeiro de 2020, o governo colombiano anunciou que ofereceria permissões de trabalho a centenas de milhares de venezuelanos que viviam na Colômbia, permitindo-lhes integrar-se à economia formal. O influxo de refugiados causou um aumento na xenofobia por alguns colombianos, que culpam os refugiados pelo aumento da criminalidade, desemprego e propagação da COVID-19. Em dezembro de 2020, o Presidente Duque anunciou que os migrantes venezuelanos indocumentados não receberiam vacinas para o coronavírus, apesar das preocupações das agências de refugiados.
Em fevereiro de 2021, o governo da Colômbia anunciou a legalização de migrantes venezuelanos indocumentados no país, tornando-os elegíveis para receber permissões de residência de 10 anos.

#### Costa Rica
O número de solicitantes de asilo venezuelanos no país aumentou de apenas 200 em 2015 para 1.423 em 2016, chegando a 2.600 em 2017; esse tem sido um assunto discutido conjuntamente pelos governos da Costa Rica e Panamá em uma cúpula bilateral.[carece de fontes?] Do total de 6.337 pedidos de refúgio no país em 2017, 50% eram de venezuelanos.

#### Chile
Entre 2015 e 2017, a emigração venezuelana para o Chile aumentou 1.388 por cento. Em 2016, os venezuelanos emigraram para o Chile devido à sua economia estável e política de imigração simples. Segundo o Departamento Chileno para Estrangeiros e Migração, o número de vistos chilenos para venezuelanos aumentou de 758 em 2011 para 8.381 em 2016; 90 por cento eram vistos de trabalho para venezuelanos entre 20 e 35 anos. Como a viagem internacional por via aérea é difícil (especialmente devido ao valor do bolívar venezuelano), muitos venezuelanos precisam viajar por terra através de terreno perigoso para chegar ao Chile. Após a chegada, eles devem começar uma nova vida. Segundo o secretário executivo do Instituto Católico de Migração Chileno, Delio Cubides, a maioria dos imigrantes venezuelanos "são contadores, engenheiros, professores, a maioria deles muito bem educados", mas aceitam empregos com salários baixos para que possam cumprir os requisitos de visto e permanecer no país.
Um relatório de 2021 do Instituto Nacional de Estatísticas do Chile estima que, até dezembro de 2020, cerca de 448.800 venezuelanos viviam no país, representando 30,7% da população imigrante do Chile. Isso representa um aumento de 34% em comparação a 2018, quando 288.940 venezuelanos viviam no Chile.

#### Equador
O Equador foi o terceiro maior receptor de migrantes venezuelanos no hemisfério em 2021, depois da Colômbia e do Peru. Embora o Equador tenha uma história de políticas progressistas e relativamente acolhedoras para migrantes, a resposta à nova população venezuelana tem sido mais mista, e o então presidente Lenin Moreno impôs requisitos de visto e outros documentos aos venezuelanos entrantes que eram difíceis de cumprir. Os venezuelanos no Equador têm se organizado relativamente bem, formando associações humanitárias e interagindo com a mídia para moldar as percepções populares desta população entre os equatorianos. O então Presidente eleito do Equador, Guillermo Lasso, antecipou que procurará regularizar a situação de mais de 400.000 residentes venezuelanos no país assim que assumir o cargo.

#### México

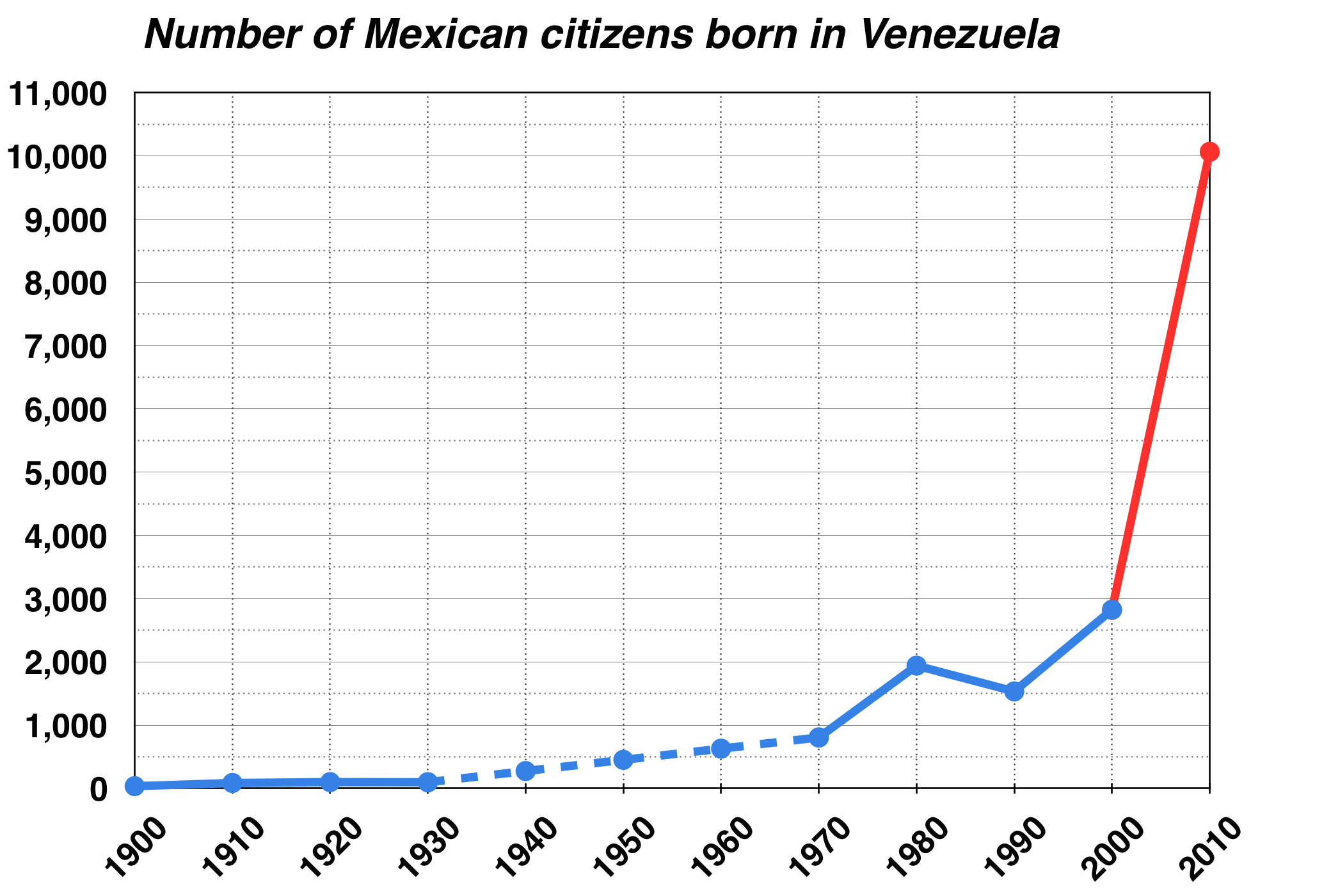
A linha quebrada representa dados simulados (Fonte: INEGI).

A população venezuelana no México aumentou de 2.823 em 2000 para 10.063 em 2010, um aumento de 357 por cento no número de venezuelanos nascidos vivendo no México. O México concedeu 975 cartões de identificação permanentes para venezuelanos nos primeiros cinco meses de 2014, o dobro do número de cartões de identificação emitidos em 2013. O governo mexicano afirma que 47.000 venezuelanos residem atualmente no México.

#### Ilhas Caribenhas Holandesas
Antes um destino de turismo e férias para venezuelanos, as ilhas de Aruba e Curaçao exigem que os cidadãos venezuelanos tenham pelo menos $1.000 USD em dinheiro antes de imigrar, o que representa mais de cinco anos de renda para um venezuelano com um trabalho de salário mínimo. As patrulhas e deportações de venezuelanos aumentaram, e Aruba dedicou um estádio para acomodar até 500 migrantes venezuelanos enfrentando deportação.
A jornada para Curaçao é uma viagem frequentemente perigosa de 60
-milha (97 km), que inclui águas perigosas monitoradas pela Guarda Costeira do Caribe Holandês bem como gangues armadas. Os venezuelanos são levados perto da costa da ilha, despejados ao mar e forçados a nadar até a terra, onde encontram contatos para estabelecer suas novas vidas. As autoridades de Curaçao afirmam que os empregos comuns ocupados por venezuelanos nas ilhas são para servir turistas, com seus trabalhos variando desde limpar restaurantes até atuar ativamente no comércio sexual das ilhas. A Guarda Costeira do Caribe Holandês estima que apenas cinco a dez por cento dos barcos transportando migrantes venezuelanos são interceptados.
Em 2019, estimava-se que os refugiados venezuelanos recém-chegados em Aruba eram cerca de 17.000, representando aproximadamente 15% da população da ilha.
Em 21 de agosto de 2020, segundo a Human Rights Watch, migrantes venezuelanos detidos em centros de detenção em Aruba relataram enfrentar riscos perigosos da COVID-19. Vários meios de comunicação e organizações de direitos humanos relataram más condições, incluindo superlotação das celas, violência por parte dos guardas e falta de produtos básicos de higiene para os migrantes venezuelanos em detenção.

#### Peru

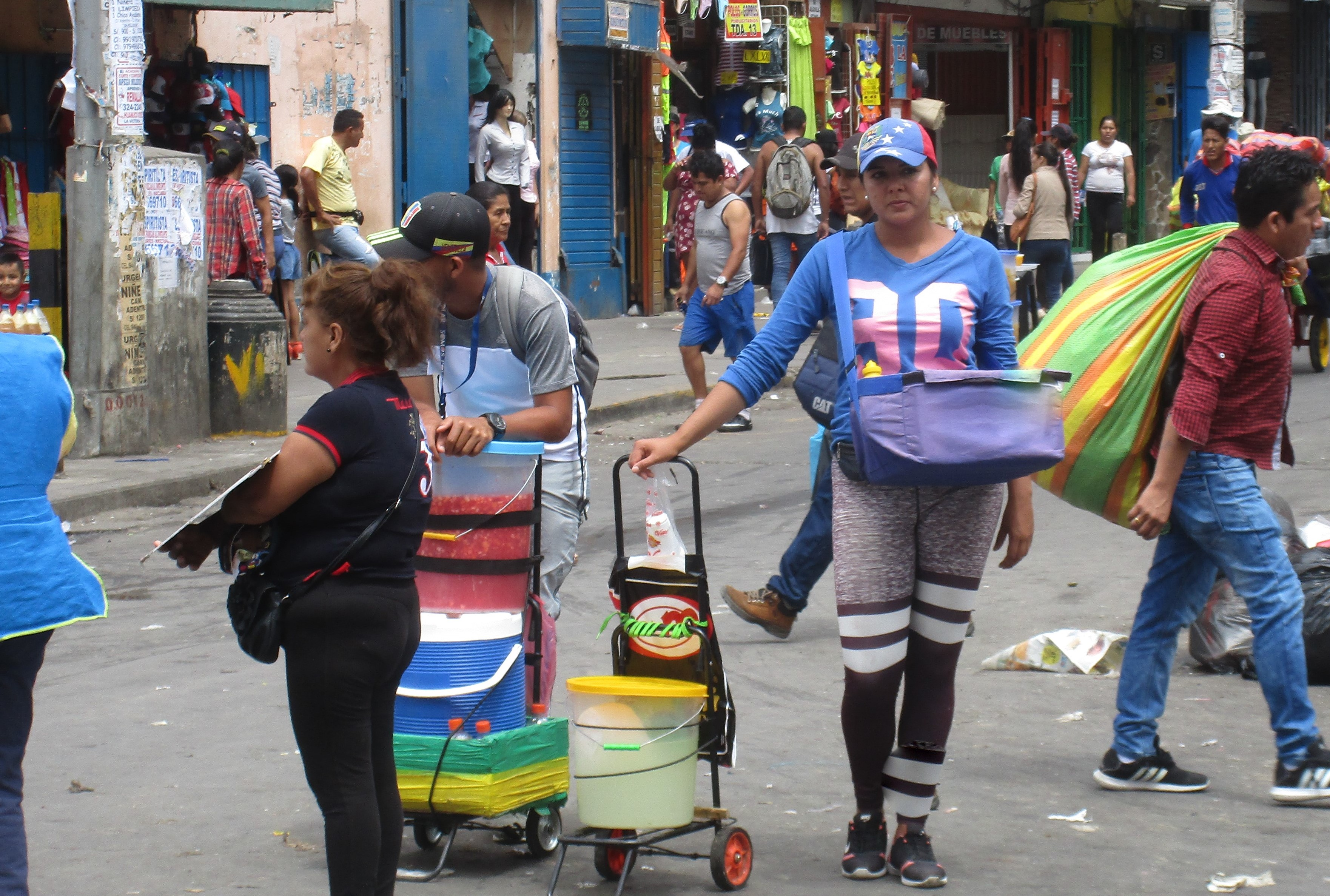
Venezuelanos vendendo arepas e tisana em Lima (2017)

Em comparação com outros países de destino, o The New York Times descreveu o Peru como sendo mais acolhedor para os refugiados venezuelanos.
O Presidente peruano Pedro Pablo Kuczynski introduziu legislação em 2017 concedendo aos venezuelanos no Peru uma Permissão Temporária de Permanência (PTP). A Comissão Interamericana de Direitos Humanos aprovou, incentivando outros países da América Latina a adotar medidas semelhantes. A União Venezuelana no Peru, uma organização não governamental, anunciou que apresentaria as ações do Presidente Kuczynski ao Comitê Nobel Norueguês e o indicaria para o Prêmio Nobel da Paz:
Enquanto outros países constroem muros, no Peru, são construídas pontes para aproximar os cidadãos e proteger seus direitos fundamentais mais elementares. Assim, com esperança avassaladora, apresentaremos esta nomeação do Presidente Pedro Pablo Kuczynski, não apenas em busca deste prêmio, mas também para colocar no debate internacional os abusos sofridos pelos migrantes latino-americanos em algumas partes do mundo.
Em agosto de 2017, pouco mais de três meses após o decreto, mais de 40.000 refugiados venezuelanos haviam entrado no Peru. Até meados de 2018, mais de 400.000 venezuelanos haviam emigrado para o Peru. Em uma pesquisa das Nações Unidas, 61,9% dos venezuelanos que se mudaram para o Peru trabalhavam em varejo, turismo ou em uma posição semelhante; 9,4% trabalhavam na indústria e na construção. Quarenta e seis por cento ganhavam entre 984 e 1.968 soles (US$ 300-600) por mês; 34% ganhavam entre 656 e 984 soles (US$ 200-300), e 11% ganhavam menos de 656 soles por mês (menos de US$ 200). No final de 2018, mais de 670.000 venezuelanos haviam emigrado para o Peru.
Em junho de 2019, o presidente peruano Martín Vizcarra anunciou que o Peru só aceitaria venezuelanos com passaportes e vistos após 15 de junho de 2019. Na semana anterior ao prazo, cerca de 50.000 venezuelanos se apressaram para entrar no Peru enquanto tinham a oportunidade. Em agosto de 2019, o governo anunciou que adotará medidas mais rigorosas para aumentar a segurança em sua fronteira com o Equador, para prevenir a imigração ilegal, após medidas anteriores mostrarem uma queda de 90% nas travessias legais.

#### Trinidad e Tobago
Estima-se que haja mais de 70.000 cidadãos venezuelanos residindo em Trinidad e Tobago, enquanto 16.523 regularizaram oficialmente sua situação imigratória. Os venezuelanos historicamente emigraram, tanto legal quanto ilegalmente, para Trinidad e Tobago devido à economia relativamente estável do país, acesso ao dólar dos Estados Unidos, e proximidade com a Venezuela oriental. Existem rotas de transporte legais tanto por ar quanto por mar: voos diretos para as ilhas partem das cidades venezuelanas de Maturin, Caracas e Isla Margarita, e há serviço de balsa entre a cidade venezuelana Guiria e a cidade de Chaguaramas em Trinidad, ou da cidade venezuelana de Tucupita para Cedros em Trinidad. Rotas ilegais também existem entre a costa leste da Venezuela e o Golfo de Paria. Cerca de 14.000 venezuelanos entraram em Trinidad e Tobago entre 1 de janeiro e 10 de maio de 2016, com 43 por cento supostamente excedendo o tempo de seus vistos. Venezuelanos que permanecem frequentemente procuram emprego na ilha.
Após serem rejeitados e devolvidos ao mar aberto em 13 de dezembro de 2020, venezuelanos que fugiam da crise econômica naufragaram na fronteira marítima quando retornavam de Trinidad e Tobago para o estado de Sucre, Venezuela. Pelo menos 32 dos 33 venezuelanos que se afogaram foram identificados, sendo quatro deles menores de idade. Juan Guaidó declarou três dias de luto nacional. Em abril de 2021, outro barco com 29 pessoas naufragou durante uma viagem a Trinidad e Tobago; 12 pessoas foram resgatadas, 10 morreram e 7 foram declaradas desaparecidas. Em 5 de fevereiro de 2022, a guarda costeira de Trinidad e Tobago disparou contra uma embarcação com imigrantes venezuelanos ao tentar pará-la, matando um bebê de nove meses e ferindo sua mãe. A guarda costeira alegou que os tiros foram disparados "em legítima defesa". Guaidó afirmou que "os tiros disparados pela guarda costeira de Trinidad e Tobago não têm justificação, eles o mataram", exigindo justiça. O Primeiro Ministro de Trinidad e Tobago, Keith Rowley, considerou a ação "legal e apropriada".

### Europa
Em fevereiro de 2018, quase 1.400 venezuelanos voaram através do Oceano Atlântico para a Europa. A maioria destes (1.160) pediu asilo na Espanha. O número representou um aumento significativo em comparação com os 150 em fevereiro de 2016 e 985 em fevereiro de 2017. Laços culturais e linguísticos são a principal razão pela qual a Espanha é o destino mais popular entre os países europeus para migrantes venezuelanos. Cidadãos venezuelanos podem viajar para os países da Área Schengen sem necessidade de visto.

#### Espanha
A grande maioria das pessoas nascidas na Venezuela que residem na Europa vive na Espanha e/ou adquiriu a cidadania espanhola, seja na Venezuela ou na Espanha. Entre 2015 e 2018, o número de residentes nascidos na Venezuela na Espanha aumentou de 165.893 para 255.071 pessoas. Em 2019, o número de venezuelanos na Espanha superou 300.000 pessoas, indicando uma chegada em massa no período 2018-2019.

#### Hungria
Apesar de sua retórica anti-imigração após a crise migratória europeia, o governo de Viktor Orbán acolheu centenas de migrantes venezuelanos que provaram ter pelo menos um ancestral húngaro. No entanto, a recepção não foi tão positiva, com vários cidadãos reclamando à polícia sobre a presença de venezuelanos negros nos arredores do spa de Balatonoszod, onde os imigrantes foram inicialmente alojados.

### Israel
Devido a alegações de antissemitismo contra o governo da Venezuela, baseadas em parte no seu alinhamento político com atores externos como Irão, Palestina e Síria, e agravadas pela contínua crise econômica, grande parte da comunidade judaica da Venezuela tem se aproveitado da Lei do Retorno de Israel para emigrar para Israel e residir lá. Até 60% da população judaica da Venezuela buscou refúgio em Israel desde que Chávez assumiu o cargo em 1999, quando havia 22.000 judeus na Venezuela. Este número tem diminuído para cerca de 6.000 judeus ainda presentes na Venezuela em 2019. Mais de 11.000 venezuelanos emigraram para Israel desde o início da crise.

## Resposta Humanitária

### Internacional

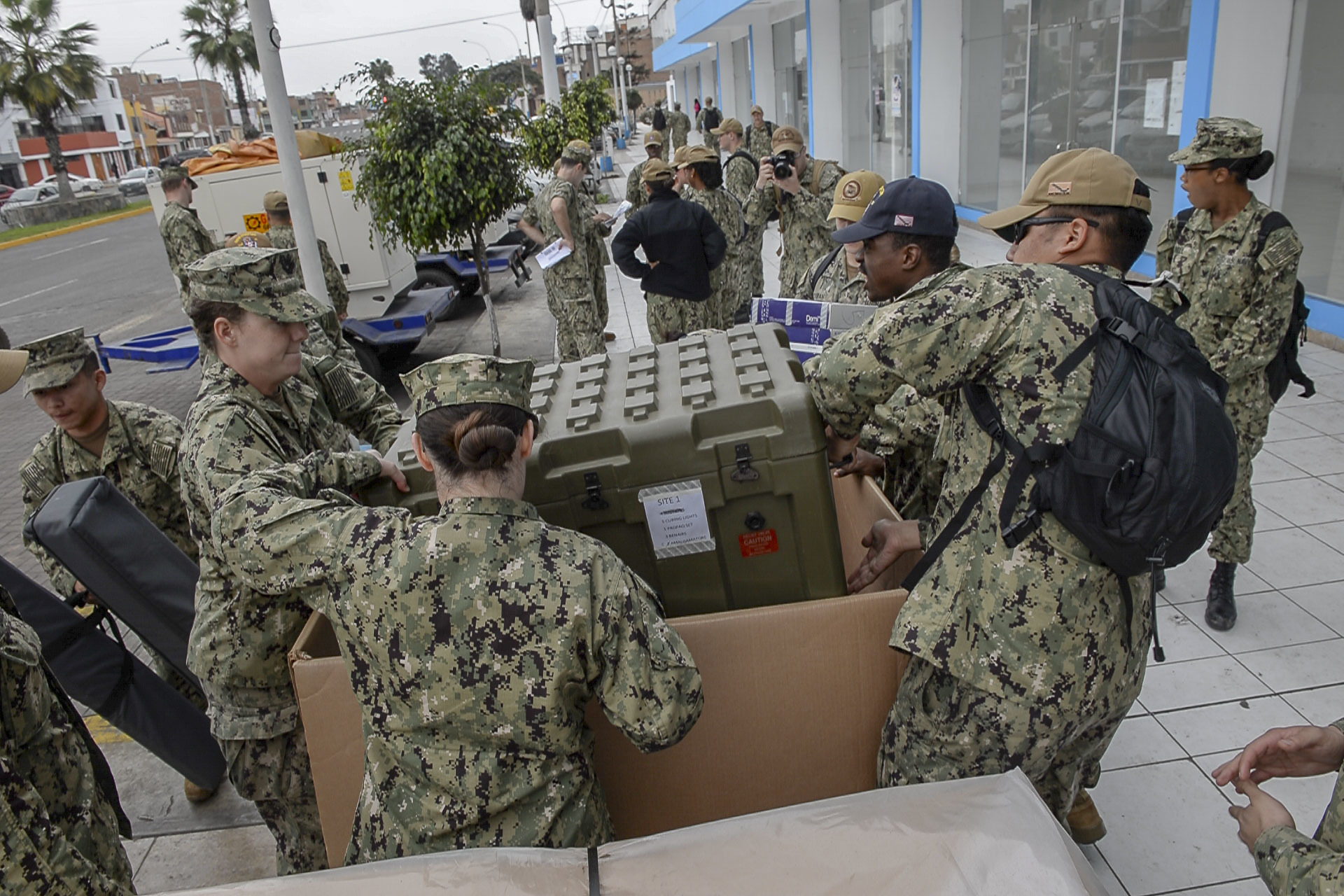
Marinheiros da Marinha dos EUA descarregam suprimentos médicos em Callao, Peru para ajudar os sistemas médicos com o aumento da carga de atender os migrantes venezuelanos em 2019

#### Organizações intergovernamentais
União Europeia – Em abril de 2018, a União Europeia enviou observadores para a Colômbia para auxiliar no planejamento e acomodação dos refugiados venezuelanos.
 Nações Unidas – Em março de 2018, a Agência de Refugiados das Nações Unidas (ACNUR) instou os países da região a tratar os migrantes venezuelanos como refugiados sob a Declaração de Cartagena sobre Refugiados, e instou os países a aceitar os venezuelanos, concedendo-lhes acesso aos direitos humanos básicos e não deportando os venezuelanos que entram em seus territórios. Em abril de 2018, o Secretário-Geral das Nações Unidas emitiu diretrizes para o ACNUR e a OIM liderarem a resposta à situação dos refugiados e migrantes da Venezuela em 17 países da América Latina e do Caribe, criando a plataforma de coordenação conjunta R4V - Response for Venezuelans. Em 6 de abril de 2018, o Programa Mundial de Alimentos das Nações Unidas declarou a situação dos imigrantes venezuelanos na Colômbia uma Emergência de Nível 2 e pediu uma resposta regional à crise. Em outubro de 2018, após a visita do Alto Comissário das Nações Unidas para Refugiados Filippo Grandi à área de fronteira entre Colômbia e Venezuela, Grandi afirmou que a crise dos refugiados era "monumental". Em 6 de maio de 2020, especialistas da ONU instaram o Governo da Venezuela a tomar medidas concretas em relação ao impacto devastador sobre os direitos humanos básicos da crise econômica do país. Os especialistas também abordaram o colapso do sistema de saúde do país, ressaltando que muitos hospitais estão lutando para cuidar de pacientes sem eletricidade confiável ou mesmo água corrente.
A Conferência Internacional de Doadores em Solidariedade aos Refugiados e Migrantes Venezuelanos realizada em junho de 2021 arrecadou mais de 1,5 bilhão de dólares para ajudar os refugiados e migrantes venezuelanos e as comunidades anfitriãs em mais de 17 países da América Latina e do Caribe.

#### Países
Brasil – Em 2018, o Exército Brasileiro iniciou a Operação Acolhida para auxiliar na acomodação e integração dos migrantes venezuelanos que entraram no país. A operação estabeleceu abrigos temporários e centros de integração.
 Colômbia – Em resposta ao influxo de migrantes venezuelanos, o governo colombiano declarou uma crise social e econômica em seus departamentos de fronteira em 2015. Em 2017, a Colômbia regularizou 442.462 venezuelanos em seu território, com 376.572 venezuelanos sendo beneficiados pelo Permiso Especial de Permanencia que permitiu que vivessem e trabalhassem na Colômbia por dois anos.

#### Governos
Bolívia - Em 13 de dezembro de 2019, o governo interino de Jeanine Áñez anunciou que concederá refúgio a 200 venezuelanos "que fugiram de seu país por razões de ordem política, de perseguição política promovida pelo governo de Nicolás Maduro".
 Colômbia – O governo colombiano solicitou ajuda das Nações Unidas e parceiros regionais para o influxo de centenas de milhares de imigrantes venezuelanos.
 Costa Rica – A Ministra das Relações Exteriores Epsy Campbell informou que o país manterá sua "atitude humanitária de recepção" aos venezuelanos, entendendo que a situação política naquele país é "complexa".
 Noruega – Em 9 de abril de 2018, o governo da Noruega destinou $1 milhão para financiar ajuda humanitária na Colômbia para refugiados venezuelanos.
 Estados Unidos – USAID começou a financiar o cuidado venezuelano para refugiados na Colômbia em março de 2018, alocando $2,5 milhões para ajuda humanitária. Em 13 de abril, o Vice-Presidente Mike Pence anunciou durante a 8ª Cúpula das Américas que o Departamento de Estado e a USAID forneceriam $16 milhões para a Alto Comissariado das Nações Unidas para Refugiados para ajuda aos refugiados venezuelanos no Brasil e na Colômbia. Em 17 de agosto de 2018, o Secretário de Defesa dos Estados Unidos Jim Mattis afirmou que o USNS Comfort zarparia para a Colômbia para fornecer cuidados médicos aos refugiados venezuelanos durante a Operation Enduring Promise.
A crise migratória venezuelana é única no mundo das crises humanitárias e, por isso, demorou a receber atenção e ajuda internacional. A crise não é facilmente definida como uma crise de refugiados, e a ONU definiu o fluxo de emigrantes como uma população de fluxo misto. Isso significa que aqueles que deixam o país são tanto migrantes gerais quanto solicitantes de asilo especificamente definidos. Por essa razão, a ONU criou uma plataforma conjunta entre o ACNUR e a OIM, chamada Plataforma Regional de Coordenação Interagencial, encarregada de assistir os emigrantes da Venezuela. O ACNUR emitiu um chamado para aplicar a definição mais ampla de refugiado esboçada na Declaração de Cartagena de 1984 aos migrantes venezuelanos. Isso permitiria que este grupo de indivíduos fosse auxiliado como refugiados.
Em abril de 2019, organizações não governamentais como Human Rights Watch e a Johns Hopkins Bloomberg School of Public Health publicaram um relatório e pediram às Nações Unidas (ONU) que definissem a situação na Venezuela como uma emergência humanitária complexa.
O Norwegian Refugee Council, a Brookings Institution e David Smolansky, comissário da Organization of American States para a crise de refugiados venezuelanos, estimaram que a crise é também uma das crises de refugiados mais subfinanciadas na história moderna.

#### Restrições de visto
Em janeiro de 2021, governos de 10 países (principalmente na América Latina e no Caribe) introduziram requisitos especiais de visto para cidadãos venezuelanos que procuram entrar nesses países. De acordo com a Alta Comissária das Nações Unidas para os Direitos Humanos, Michelle Bachelet, a introdução de requisitos de visto pode fazer com que venezuelanos recorram a contrabandistas de pessoas e traficantes humanos para entrada ilegal. Alguns países como Guatemala, Caribbean Netherlands e a República Dominicana, ainda permitirão que os venezuelanos entrem sem necessidade de visto se possuírem um visto válido / permissão de residência de um terceiro país específico, como Canadá ou Estados Unidos.[carece de fontes?]
Até 2021, a União Europeia introduzirá um sistema eletrônico de autorização para venezuelanos que planejam visitar a Zona Schengen, chamado ETIAS ou Sistema Europeu de Informação e Autorização de Viagem. Isso significa que venezuelanos que desejam visitar os países da Zona Schengen deverão enviar dados pessoais com antecedência e pagar uma taxa de processamento, exceto crianças. Em março de 2020, o governo espanhol descartou a imposição de requisitos de visto para venezuelanos que buscam entrar na Espanha ou na Zona Schengen.
| País                 | Restrições de visto introduzidas | Isenções | Notas |
| -------------------- | -------------------------------- | --- | --- |
| Panamá               | 1 de outubro de 2017             | Isento de visto para portadores de um visto válido emitido pelos EUA, Austrália, Canadá ou Reino Unido que tenha sido usado pelo menos uma vez para entrar nesses países. Visto de trânsito não é necessário se o tempo de conexão for inferior a 12 horas. | Em outubro de 2018, o governo panamenho anunciou que concederá aos venezuelanos um visto de múltiplas entradas por um período de 5 anos. A partir de dezembro de 2019, também aceitará passaportes vencidos para entrada no país. |
| Honduras             | 20 de novembro de 2017           | Sem isenções | |
| Guatemala            | 19 de março de 2018              | Isenção de visto para portadores de visto válido emitido por Canadá, Estados Unidos ou um estado membro de Schengen. | |
| Santa Lúcia          | 19 de julho de 2018              | Sem isenções | |
| Peru                 | 15 de junho de 2019              | Isenção de visto para portadores de permissão de residência dos países da Aliança do Pacífico | Os venezuelanos podem solicitar vistos humanitários especiais nos consulados peruanos localizados em Venezuela (Caracas e Ciudad Guayana), Colômbia (Bogotá, Medellín, e Leticia), e Equador (Cuenca, Guayaquil, Quito, Machala, e Loja). Passaportes vencidos também são aceitos para entrada no país.                                                               |
| Trinidad e Tobago    | 17 de junho de 2019              | Sem isenções | |
| Chile                | 22 de junho de 2019              | Isenção de visto para portadores de passaportes oficiais e diplomáticos. | O Ministério das Relações Exteriores do Chile oferece aos venezuelanos um "visto de responsabilidade democrática", que permite a permanência no Chile por um ano, podendo ser estendido por mais 12 meses. O visto pode ser solicitado na embaixada chilena em Caracas e em outros lugares do mundo. O Chile também aceita passaportes vencidos para entrada no país. |
| Equador              | 25 de agosto de 2019             | Sem isenções | O governo equatoriano oferece vistos especiais (incluindo humanitários e temporários) para os venezuelanos entrarem no país. Passaportes vencidos também são aceitos para entrada no país. |
| República Dominicana | 16 de dezembro de 2019           | Isenção de visto para portadores de visto válido emitido por Canadá, Estados Unidos ou um estado membro de Schengen. Também válido para portadores de passaportes oficiais e diplomáticos.                                                                  | |
| Caribe Holandês      | 15 de janeiro de 2021            | Isenção de visto para portadores de visto válido ou permissão de residência emitidos por Canadá, Estados Unidos, Irlanda, Reino Unido ou um estado membro de Schengen, incluindo departamentos e coletividades ultramarinas francesas.                      | As restrições de visto são temporárias devido à situação atual na Venezuela. A entrada sem visto será reintroduzida assim que a situação melhorar. |
| México               | 21 de janeiro de 2022            | Isento de visto para portadores de permissão de residência dos países da Aliança do Pacífico. | |
| Costa Rica           | 21 de fevereiro de 2022          | Sem isenções | |

#### Igreja Católica
A Igreja Católica no Peru organizou programas para ajudar os refugiados venezuelanos, dedicando missas e coletas aos migrantes.

#### Declaração de Quito
A Declaração de Quito sobre Mobilidade Humana e Cidadãos Venezuelanos na Região foi assinada na capital equatoriana em 4 de setembro de 2018, pelos representantes de Argentina, Brasil, Chile, Colômbia, Costa Rica, Equador, México, Panamá, Paraguai, Peru e Uruguai. Bolívia e a República Dominicana não assinaram o documento. Esta última nação argumentou que era um país observador na reunião que a Venezuela decidiu não comparecer.
O evento buscou trocar informações e alcançar uma resposta coordenada ao fluxo migratório massivo de venezuelanos. Na reunião, os países reiteraram sua preocupação com a deterioração da situação interna causada pela migração em massa, e por isso pediram a aceitação da abertura de assistência humanitária, na qual a cooperação de governos e organizações internacionais é acordada para descomprimir o que consideram uma situação crítica.
Entre os pontos mais importantes acordados pelos governos da região estão a aceitação de documentos de viagem expirados e cartão de identidade dos venezuelanos para fins migratórios e a exortação ao governo de Nicolás Maduro para que tome, com urgência e como prioridade, as medidas necessárias para o fornecimento em tempo hábil de cartões de identidade, passaportes, certidões de nascimento, certidões de casamento e registros criminais, bem como apostilas e legalizações.

### Doméstico
O presidente Nicolás Maduro disse que os relatórios internacionais sobre a emigração de milhões de venezuelanos são "propaganda" e que os venezuelanos se arrependem de deixar o país porque acabam "limpando banheiros em Miami". Venezuelanos indignados criticaram Maduro, dizendo que preferem limpar banheiros em outro país a viver na Venezuela. Em setembro de 2018, o presidente Maduro afirmou que seus compatriotas haviam sido vítimas de uma campanha de ódio e que no Peru só encontraram racismo, desprezo, perseguição econômica e escravidão.
A Vice-Presidente venezuelana, Delcy Rodríguez, negou que o seu país enfrentasse uma crise humanitária e migratória, classificando-a como "notícias falsas". Ela argumentou que a crise humanitária seria "uma desculpa para os Estados Unidos invadirem a Venezuela e intensificarem a guerra econômica."
O Presidente da Assembleia Nacional Constituinte e Vice-Presidente do Partido Socialista Unido da Venezuela, Diosdado Cabello, afirmou que a crise migratória estava sendo encenada como parte de uma conspiração da direita para derrubar o governo de Nicolás Maduro, e que imagens mostrando venezuelanos fugindo pela América do Sul a pé haviam sido fabricadas.

#### PlanoDe volta à pátria
Em 2018, o governo bolivariano introduziu o "Plano De volta à pátria" (Espanhol: Plan Vuelta a la Patria), que oferece o pagamento de passagens aéreas para migrantes venezuelanos que desejam retornar ao seu país. Em 28 de agosto de 2018, 89 venezuelanos retornaram da Peru para a Venezuela. O programa foi implementado no Peru e em outros países da América do Sul, como Equador e Chile. No entanto, o programa alcançou muito pouco no retorno de seus cidadãos.

## Nota
- Este artigo foi inicialmente traduzido, total ou parcialmente, do artigo da Wikipédia em inglês cujo título é «Venezuelan refugee crisis», especificamente desta versão.